# アルメニアの歴史
本項では、アルメニアの歴史について述べる。
メソポタミアの一部であるアルメニア高原は、世界最古の文明発祥地の一つとして知られ、そこからは前期旧石器時代の遺物も出土している。紀元前9世紀頃には、この地にウラルトゥが建設されていたが、この文明が外来の印欧語族の勢力と混ざり合ったことにより、現代に繋がるアルメニア人が誕生したと考えられている。
紀元前550年頃になると、アルメニア一帯はアケメネス朝の支配を受けるようになったが、その地方総督であったオロンテス家は次第に独立君主として振る舞うようになっていった。やがてアケメネス朝は倒れ、続くセレウコス朝の支配も弱まると、地方豪族の反乱によって紀元前188年に、最初のアルメニア人による独立国家「アルメニア王国」が誕生した。ティグラネス2世の時代には黒海からカスピ海までを統べる大国となったアルメニアであったが、紀元前66年に共和政ローマに敗れ、衰退した。その後のアルメニアは主にペルシア系のアルサケス朝によって統治されることとなったが、紀元後301年にはティリダテス3世によって世界最初のキリスト教の国教化も成し遂げられている。
4世紀末になるとアルメニアはサーサーン朝の支配下に入ったが、アルメニア文字やアルメニア使徒教会など、アルメニア人独自の文化が生み出されたのもこの時代であった。続く2世紀の間、アルメニアは東ローマ帝国とムスリムの双方から支配を受けた。東ローマに移住したアルメニア人の子孫からはマケドニア王朝の創始者となったバシレイオス1世のように、皇帝にまで登りつめる者も現われた。（ただしバシレイオス1世はスラブ人の出身だと言う説もある）ムスリムのアッバース朝の側でも地方君主による反乱が発生し、885年にはバグラトゥニ朝アルメニアとして、アルメニア人たちは独立を取り戻した。しかし、バグラトゥニ朝は東ローマからの激しい干渉を受け、1045年にはその属領へと転落した。この東ローマ支配もほどなくセルジューク朝による支配へ替わり、アルメニア人の中にはこれを嫌ってキリキアへと移住する者もいた。やがてキリキアに定着して力をつけたアルメニア人は、1198年にキリキア・アルメニア王国を建設し、この王国は交易国家として広く発展した。
このキリキア王国も1375年には滅び、アルメニア高地側のアルメニア人も、セルジューク朝やイルハン朝など様々な統治者の手を、数世紀の間渡り歩いた。近世になると、広く散らばって住むアルメニア人のうち東側の者はサファヴィー朝、次いでロシア帝国の版図に入り、西側の者はオスマン帝国の住人となった。どちらの地域に住むアルメニア人も、盛んな商活動や芸術への貢献などで、その社会的地位をある程度高めていった。19世紀末になると彼らにも民族意識が生まれ、ロシアとオスマンのアルメニア人を統合しようとする試みも現われ始めた。
しかし、この新たな民族意識は、バルカン戦争や第一次世界大戦最中のオスマンでは警戒を招くこととなり、1890年代と1915年のアルメニア人虐殺の原因にもなった。大戦中の1918年には旧ロシア領を中心としたアルメニア共和国が誕生したが、これはアルメニア人が自ら望んだものではなく、度重なる領土紛争や財政破綻など、その実情も貧弱なものであった。2年後にはアルメニアは、西からのトルコ軍と東からの赤軍に追いつめられ、共産化の道を選んだ。ソビエト連邦に加盟したアルメニア・ソビエト社会主義共和国は大きく工業化したが、同時に政治的な弾圧は絶えず、また祖国の共産化は在外アルメニア人の間にも軋轢を生んだ。
1991年には、ソビエト連邦の崩壊によってアルメニアは独立したが、同時にアゼルバイジャンとの間にナゴルノ・カラバフ戦争が本格化した。停戦後もアゼルバイジャンとトルコからの経済制裁は続いており、ロシアやジョージアとの関係も安定しているとは言えない状況にある。

## 先史時代

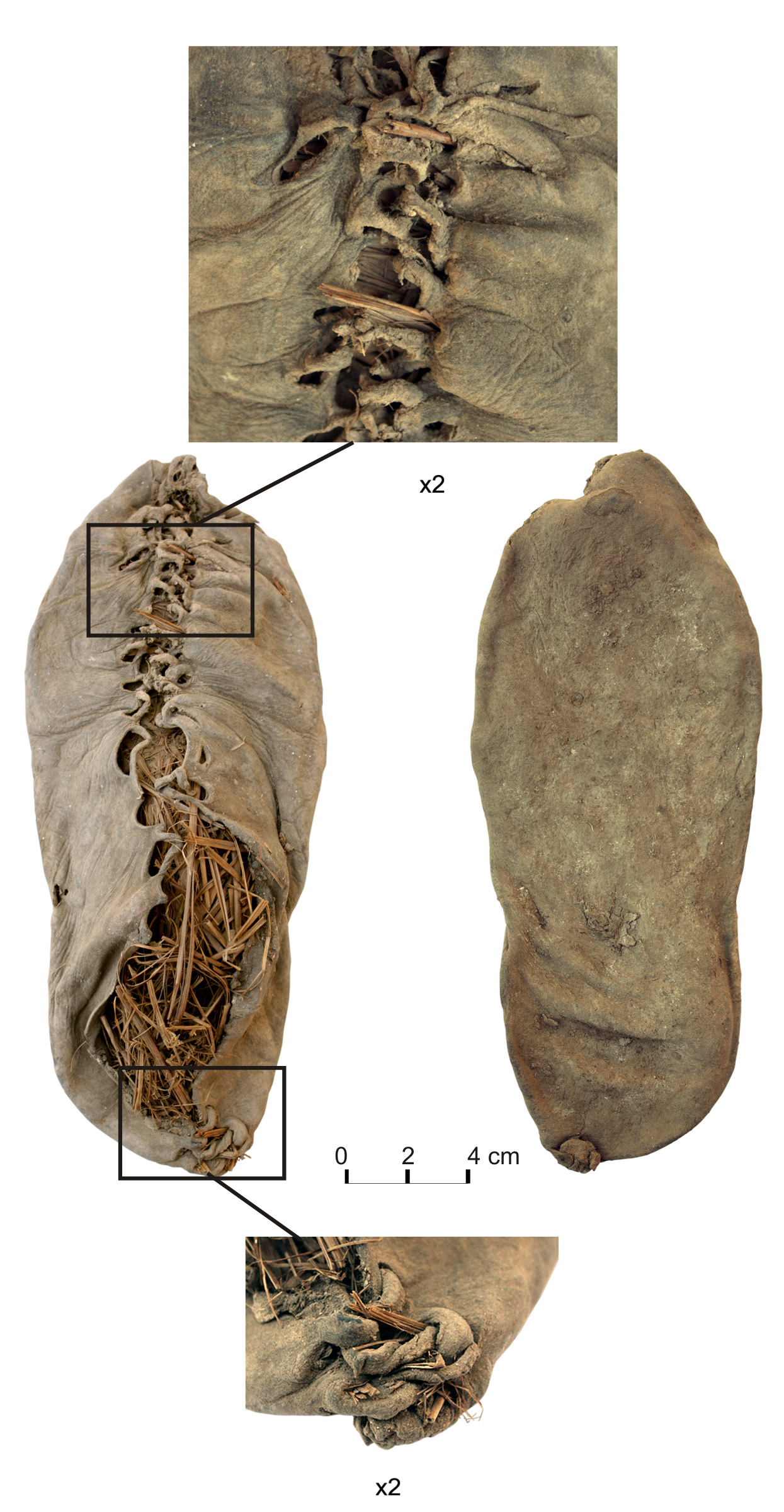
ヴァヨツ・ゾル地方のアレニ-1複合洞窟から発見された5500年前の革靴「アレニ-1の靴」

チグリス川とユーフラテス川の源流近くに位置するアルメニア高原は、メソポタミアの一部として、世界最古の文明発祥地の一つとされる。しかし文明の成立以前にも、アラガツ山からは前期旧石器時代アブヴィル期の石器が出土しており、ヴュルム氷期を経て中石器時代の遺構も、アルティン山から発見されている。そのほか、刀剣や陶器など新石器時代の幅広い遺物は、現代のアルメニア各地から出土している。
また、早くも紀元前7千年紀には、様々な用途に加工された黒曜石の品が、トロス山脈を越えたメソポタミア平野へと輸出されていたと推定されており、この時代から既に、アルメニアではチグリス・ユーフラテス川を利用した河川交易が行われていたとみられる。紀元前2千年紀の遺構からは青銅の装飾品も出土しており、さらにはそれらに宝石で象嵌を施す技術も生み出されていた。
しかしながら、アルメニア人自体の起源についてはいまだ解明されていない。アルメニア人をフリギアからの移住者とするヘロドトスやストラボンの記述はよく知られているが、今日の言語学と考古学からの検討によって、アルメニア人＝フリギア人説はほぼ否定されている。一方ヒッタイトの記録によれば、彼らの東方にはハイアサという国があり、この名はアルメニア人の自称である「ハイ」の国を意味する。このアルメニア＝ハイアサ説は多くの印欧語学者からの支持を得ている。そのほか、アッシリアの年代記にたびたび交戦の記録がみられる集団「ムシュキ」をアルメニア人と関連づける見方も存在する。

### 鉄器時代

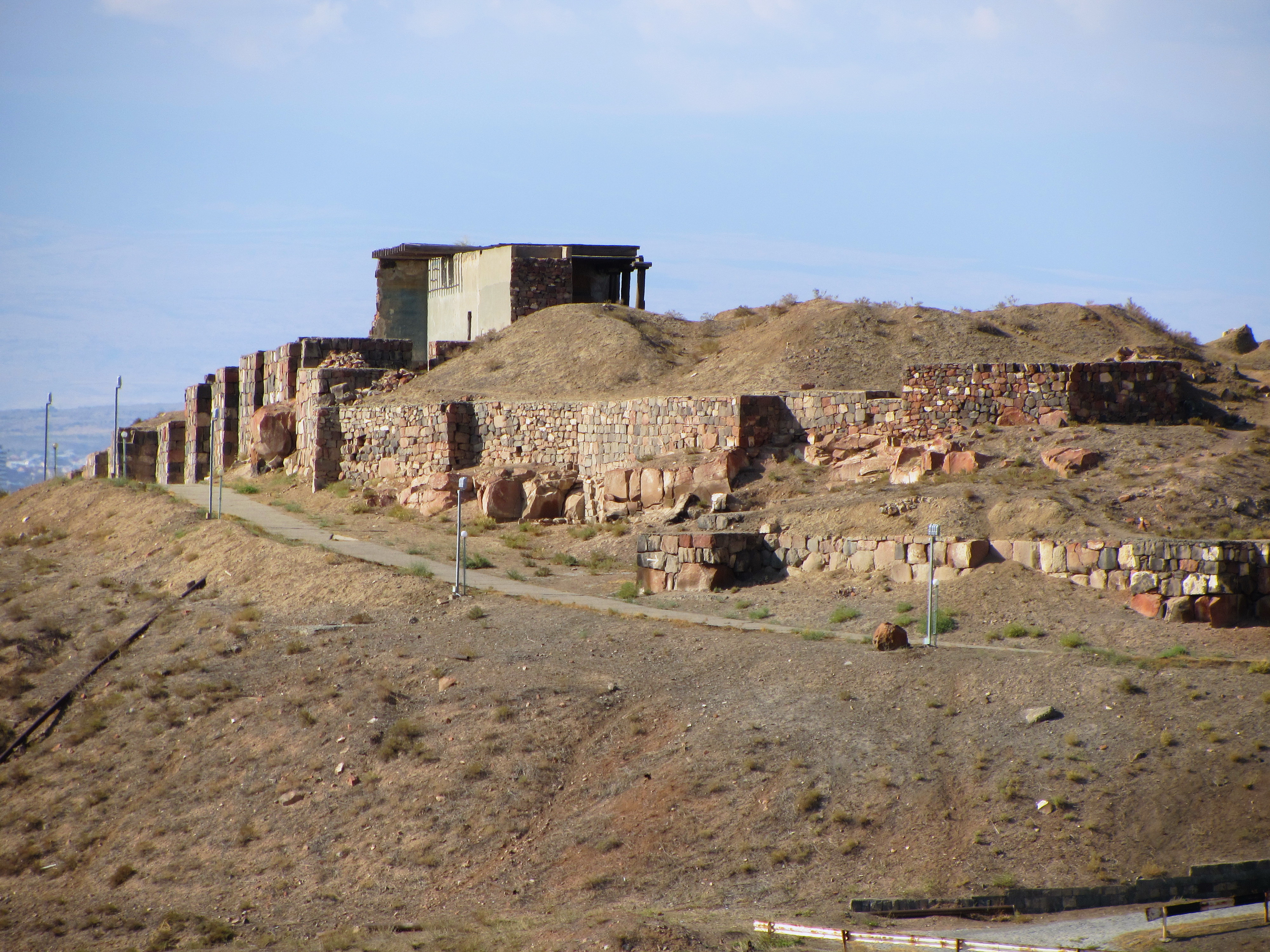
ウラルトゥのエレブニ要塞（復元）

やがて紀元前9世紀頃になると、メソポタミアにはアララト山の語源となった帝国、ウラルトゥが建設された。ウラルトゥの始祖とされるアラマは、アルメニア神話においてはアルメニア初代国王の美麗王アラと同一視されている（ただし、ウラルトゥ人の民族系統は不明であり、その言語もアルメニア語の属する印欧語族のものではない）。
ウラルトゥは、アララト平野の沃地や小カフカース山脈の鉱物資源を目当てに南進し、紀元前8世紀初頭にアララト平野を征服した。アラクス川流域には国王アルギシュティ1世によって、紀元前782年にエレブニが、紀元前776年にアルギシュティヒニリが城砦として築かれた。ウラルトゥは原住民を殺戮、あるいは奴隷化しながらも、都市の造営や灌漑、耕地開発を進め、やがてこの世紀を通じてアルギシュティヒニリを南カフカース最大の行政都市へと発展させていった。
次代の「王中の王」サルドゥリ2世時代の初め、ウラルトゥはさらに勢力を広げ、北シリアでアッシリアを破って西アジアの覇者となった。しかしまもなく、アッシリア王ティグラト・ピレセル3世の反攻により紀元前743年には北シリアが奪回され、8年後にはアッシリアに首都トゥシュパまでの侵入を許した。サルドゥリは辛くもこれを守ったが、ウラルトゥの権勢は著しく衰えた。続くルサ1世もアッシリアのサルゴン2世に敗北した末に自死し、2代後のルサ2世時代になってようやくウラルトゥは一時の安定を取り戻した。紀元前7世紀には、ウラルトゥはスキタイやキンメリア人などの遊牧民と短い期間の連合を結んで、アッシリアに対抗した。しかし、紀元前6世紀に入るとウラルトゥは一層衰退し、紀元前590年頃のメディア人による攻撃によってトゥシュパは陥落した。まもなくティシェバイニなどの残存都市もスキタイによって滅ぼされ、ウラルトゥは滅亡した。
現代のアルメニア人に繋がる印欧語族の人々が南カフカースへ侵入したのは、紀元前7世紀から紀元前5世紀にかけてとされるが、その詳細は明らかになっていない。しかし、ウラルトゥ滅亡期に侵入したスキタイやメディア人と、アルメニア人との言語学的な繋がりが指摘されている。そして、ウラルトゥの滅亡過程において土着の勢力と外来の印欧語族人種が混ざり合った結果、のちのアルメニア民族国家が形成される下地が生まれたと考えられている。

## 古代

### ペルシアとマケドニアによる支配

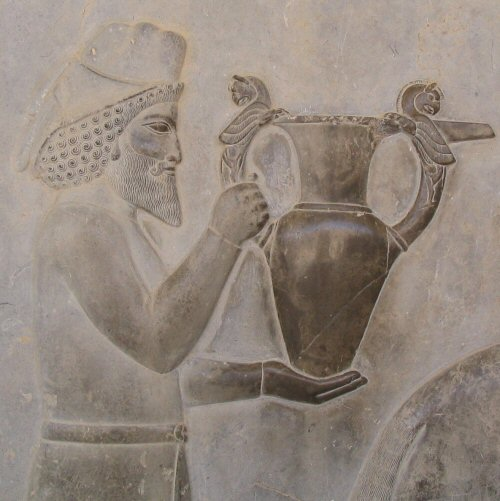
アケメネス朝へ朝貢するアルメニア人のレリーフ（紀元前6世紀ごろ）

ウラルトゥの滅亡後、アルメニア一帯はメディア王国に編入されていたが、紀元前550年ごろには次いでアケメネス朝に併合された。このころ、アルメニアはサトラップ制のもと、ゾロアスター教などペルシア文化の強い影響を受けた。アケメネス朝の支配は半農奴的なものであったが、アルメニア人は小アジアや地中海までの交易の担い手となって繁栄した。また、住民の大多数は畜産と葡萄栽培を営んでおり、豊かな暮らしを送っていた。アルメニアのサトラップ（州総督）に任ぜられていたのは、王家の流れを汲むペルシア系のオロンテス家であった。そして、世襲により代を重ねたこのサトラップは、中央政権の干渉も少なくなるアケメネス朝後期になると、やがてそれ自体が独立した王朝として振る舞うようになった。しかしこの異民族の支配にあっても、交易で栄えるアルメニアには平穏で豊かな社会が築かれていた。
しかし、紀元前331年にマケドニア王国の軍勢がペルシアへ侵入すると、アルメニアでの平穏も破られた。ガウガメラの戦いにはアルメニアからも4万の歩兵と7,000の騎兵が馳せ参じたが、結局はアケメネス朝が大敗を喫し、オロンテス朝のオロンテス2世も戦死した。マケドニアのアレクサンドロス大王はその後継者として、オロンテスの子であり自国側に寝返っていたミトレネスを任じた。これ以降、ウラルトゥの生活様式を維持する農耕地域であったアルメニアは、ギリシア文化の浸透により急速に都市化が進行する。金融や裁判などの制度が取り入れられ、商人と職人が力を増す一方で、従来の家父長制は衰退していった。そして紀元前3世紀頃から、アルメニアは絶対君主制の社会へと変化していった。
紀元前323年にアレクサンドロス大王が死去すると、メソポタミアはセレウコスに受け継がれたが、オロンテス朝はこのセレウコス朝においても、名目的に従属しながら実質的な独立を維持した。オロンテス朝の支配は、北西はセヴァン湖、南はムサシル、西はソフェーネまで及び、アルマヴィルに替わって新たな首都がイェルヴァンダシャトに築かれた。ヘレニズムの影響によりアルメニアの公用語はアラム語からギリシア語へと切り替わり、ギリシア建築の神殿なども建てられたが、なおアルメニアでは土着の文化やペルシア文化が優勢であった。

### 古代王国の独立
しかし、やがてアルメニア一帯には西からガラティアが、東からパルティアが侵入し、オロンテス朝はヘレニズムの衰退とともに勢いをなくしていった。紀元前200年には、王家の一族でシュニクの豪族であるザリアドレス、そしてその息子アルタクシアスが セレウコス朝に支持されて反乱を起こし、ザリアドレスはソフェーネの、アルタクシアスはアルメニア高原の王権をアンティオコス3世より与えられた。さらに紀元前190年、セレウコス朝がマグネシアの戦いで共和政ローマに敗れると、2年後にアルタクシアスはアパメイアの和約によって正式にアルメニアの王号を与えられた。

アルメニア王国の最大版図（紀元前80年ごろ）

こうして誕生したアルタクシアス朝は、史上最初のアルメニア人による独立国家「アルメニア王国」となった。建国後、アルタクシアスはすぐさま領土の拡張に乗り出し、東はメディア、北はセヴァン湖北西、西はエルズルムまでを支配下に入れた。そして、これらの領域ではアルメニア語が共通語として使用されるようになった（ただし、公的な書き言葉にはペルシア語とギリシア語が使用されていた）。アラクス川左岸にはヘレニズム様式による新首都アルタハタが築かれ、その規模と防備はハンニバルが造営を助けたとの伝説も生んだ。その後、パルティアの伸長によってアルタハタは交易都市として発展し、これによりアルメニアは再度ヘレニズムの影響を受けた。
アルメニア王国は、アルタクシアスの孫である「大帝」ティグラネス2世の治世にその絶頂期を迎える。紀元前95年に即位したティグラネスは、ほどなくして西部のアルメニア人によるソフェーネ王国を併合し、東西アルメニアの統合を成し遂げた。続いて紀元前88年にはパルティアに侵入しアトロパテネ、オスロエネなど北メソポタミアを、紀元前83年までにはイベリア、アルバニアなどカフカース諸地域を服属させた。同年には北パレスチナにも出兵し、最終的にカスピ海から地中海に至る120の国々を支配下に収めた。そして、ティグラネスはパルティアから「王の王」、セレウコス朝から「神聖王」の称号までをも授けられた。
しかし、アルメニア王国の崩壊を招いたのも、同じくティグラネスの治世であった。ティグラネスはポントスの王女クレオパトラを王妃に迎えることで、同盟関係となったポントスに遠大な西部国境の安全を任せようとした。ところがそのポントスがローマを相手にミトリダテス戦争を開始したため、アルメニアも対ローマ開戦を余儀なくされてしまった。さらに、判断力の低下していた晩年のティグラネスは側近の忠告にも耳を貸すことはなくなっていた。また、急激な領土の拡張にもアルメニア軍の練度は追いついていなかった。紀元前69年、ティグラノケルタの戦いでアルメニア軍はローマ軍に大敗し、3年後にアルメニアはローマに降伏した。その後、代償としてアルメニアは拡張領土のすべてを失った。

### パルティアとローマの緩衝地帯として
アルメニアの没落後、勢力を回復したパルティアはローマと軍事力で拮抗するようになった。そして、アルメニアはパルミラとともに、パルティア＝ローマ両国の緩衝地帯としてのみ存在を許された。その後数十年の間、アルメニアの君主は両大国が交互に指名する名目的な存在となった。そして紀元前1年、ティグラネス4世を最後にアルタクシアス朝は滅びた。
その後もパルティアとローマ帝国は衝突を繰り返したが、そのうち第四次パルティア戦争に際して紀元63年に結ばれたランデイア条約により、「アルメニアの王位はパルティアのアルサケス家が継承し、領土は属州としてローマのものとする」という折衷案が取り決められた。こうして66年、パルティア王ヴォロガセス1世の弟ティリダテスを初代国王として、ペルシア人によるアルサケス朝アルメニアが誕生した。

#### 世界最初のキリスト教国化

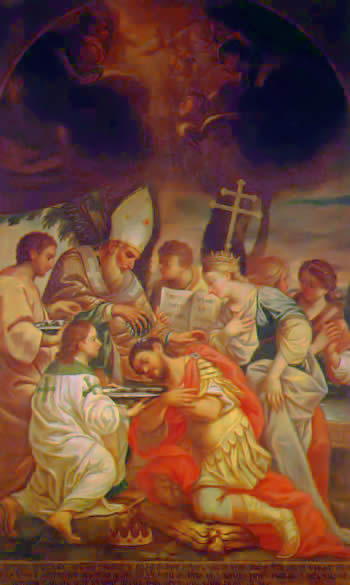
啓蒙者グレゴリウスから受洗するティリダテス3世

当初のアルメニアはゾロアスター教信仰のもと、ローマ式の中央集権を廃したパルティア式地方分権をとった。書き言葉はアラム文字からパルティア文字へと変わり、この時期に古典アルメニア語もペルシア語の影響を強く受けた。しかし、サーサーン朝の伸長によって226年に本家のアルサケス朝パルティアが滅びると、分家のアルサケス朝アルメニアの立場も危ういものとなった。パルティアを救うために兵を挙げたアルメニア王は暗殺され、252年に王位はサーサーン朝の臣下アルタヴァスデスに簒奪された。サーサーン朝の内紛にともない、ローマに庇護されたティリダテス3世がアルサケス朝による王位を回復することができたのは、287年になってのことであった。
伝説によれば、国へ戻ったティリダテスは当初国内のキリスト教徒を激しく弾圧したという。しかし、そのうちティリダテスは正気を失って四つ足で野山を駆け回るようになった。このとき、王の狂気を癒したのが、牢につながれていた宣教者、啓蒙者グレゴリウス（かつてアルメニア王を暗殺したパルティアのアナクの子とされる）であった。これを機に、王家は皆グレゴリウスに洗礼を受け、キリスト教へと改宗したという。301年、ティリダテスは改宗の地ヴァガルシャパトに聖堂エチミアジンを築き、キリスト教をアルメニアの国教とした。ローマによるキリスト教の国教化に先立つこと79年前、世界最初のキリスト教国の誕生であった（ただし、実際に国教化が実施されたのは、ローマ皇帝ディオクレティアヌスが退きミラノ勅令が発されてからであったとみられる）。
その他にも、ティリダテスは豪勇と統率力によって、今日に至るアルメニア文化の基礎を築き、アルメニア中興の祖たる「光輝王」として讃えられている。しかし、同時にティリダテスは異教を激しく弾圧し、従来の信仰を維持する諸侯との間に軋轢を招いた。サーサーン朝からはゾロアスター教への再改宗の強い圧力も受け、ついにティリダテスは土地貴族によって暗殺された。

## 中世

### ペルシアによる再度の支配

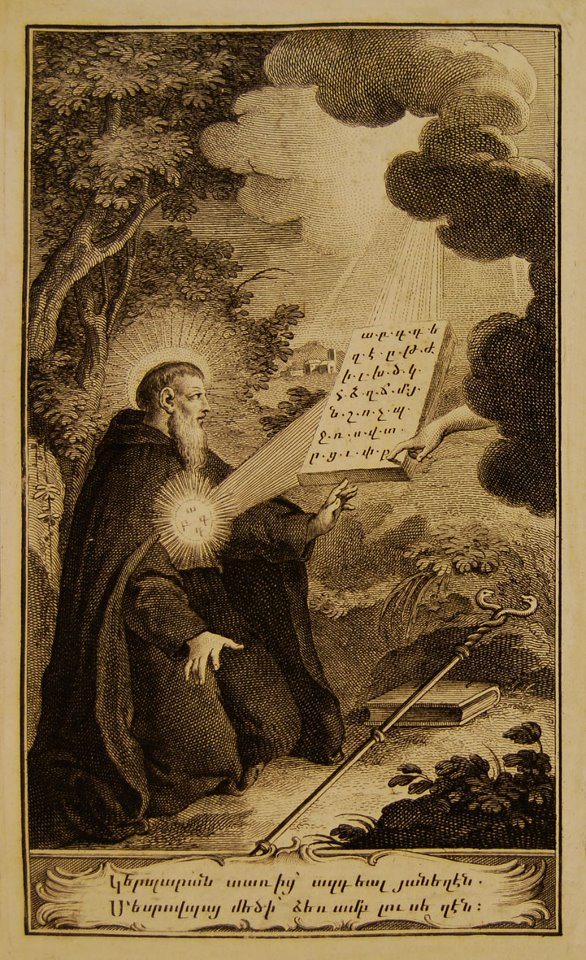
アルメニア文字の啓示を受けるメスロプ・マシュトツ

ティリダテス亡きあとのアルメニアは混乱し、363年にはローマのペルシア遠征が失敗したことにより、アルメニアは完全にサーサーン朝の勢力圏となった。そして387年、ローマとサーサーン朝との間に結ばれたアキリセネの和約により、アルメニアは両国に分割されることとなった。領域東部の大半はサーサーン朝のものとされ、マルズバーン（地方太守）の支配を受けた。西部のわずかな領域はローマからの長官に統治されることとなり、2つの地域に分けられた王位はいずれも名目的な存在にすぎなくなった。ローマ側はアルサケス3世を最後に後継者を擁立せず、389年にローマ領アルメニアは滅びた。さらに、ペルシア側のアルメニア諸侯も王位の廃止をサーサーン朝に対して願い出たため、428年にはペルシア側のアルサケス朝も消滅した。
こうしてアルメニアの統治権は完全にサーサーン朝へと移ったが、その統治は必ずしも盤石なものではなかった。とりわけ、サーサーン朝がとったゾロアスター教への強制改宗政策は、アルメニア人に強い反ペルシア感情を抱かせることとなった。その民族意識は451年のマミコニアン家の反乱として噴出し、当主ヴァルダン・マミコニアンは、6万6,000の兵を率いて22万のペルシア兵と戦った。アルメニア人は戦いに敗れ、ヴァルダンをはじめ多くの将軍が戦死した。しかし、その後サーサーン朝はアルメニアに譲歩し、アルメニアはサーサーン朝に軍事支援を行う代わりとして、大幅な政治的・宗教的自治を獲得した。
この混乱の時代にも、アルメニア人はさらに文化の独自性を発展させた。そのひとつは、404年ないし406年にメスロプ・マシュトツによって行われた、アルメニア文字の発明である。宣教師としてアルメニア各地を見聞したマシュトツは、布教と民族統一を目的として、ギリシア文字を参考に独自の文字を発明した。独自の書き言葉の成立は、アルメニア人の民族意識の確立に大きな役割を果たした。
もうひとつの変化は、451年、マミコニアン家の反乱の最中に小アジアで開催されたカルケドン公会議である。この公会議では、世界各地で見解の分かれていたキリスト教の教義について、両性説以外を異端として排斥することで統一が図られた。当時戦いの渦中にあったアルメニアはこの公会議に参加できず、知らぬ間に自身たちの奉じる合性論が異端とされたことに反発した。非主流派となったアルメニアはネストリウス派との共闘も拒否し、「アルメニア使徒教会」として独自の信仰を発展させていくこととなる。

### 東ローマによる支配

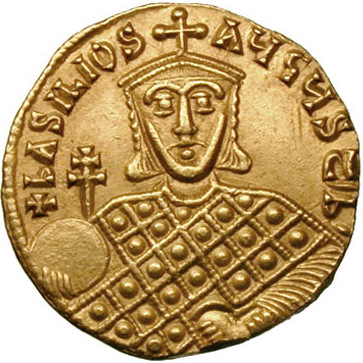
バシレイオス1世を描いたソリドゥス金貨

5世紀から7世紀にかけて、アルメニアはペルシアと東ローマ帝国の間で幾度も戦場と化し、国土を蹂躙された。536年には東ローマ皇帝ユスティニアヌスが東ローマ領アルメニアにおける行政職をすべて廃し、また国境を要塞化したことにより、ペルシア領アルメニアとのいかなる交流も断たれることとなった。土地貴族の自治権は剥奪され、長子相続も廃止され、アルメニアの東ローマへの同化政策が急速に進められた。焦土作戦も伴った第四次東ローマ・ペルシア戦争の結果、東ローマの領域は591年にはセヴァン湖北西まで拡大した。東ローマにおいて被支配層に留まったアルメニア人は、トンドラクの乱をはじめとする多数の農民反乱を巻き起こした。
しかしこれらの荒廃にもかかわらず、この時代はパヴストス・ブザンド、ダヴィド・アンハグトやエズニク・コグバツィ、アガタンゲロス、コリウンやイェギシェ、そして『アルメニア史』を書いたモヴセス・ホレナツィなど多くの作家が輩出された、歴史・神学・哲学分野におけるアルメニア文学の黄金時代でもあった。さらに、東ローマ領に移住したアルメニア人の子孫の中からは、フィリピコス・バルダネスやアルタバスドス、レオーン5世、そしてマケドニア王朝の祖となったバシレイオス1世のように、東ローマ皇帝にまで登りつめる者も現われた。（バシレイオス1世はスラヴ人の出身と記す資料もあり、現代の歴史家はバシレイオス1世の民族期限を特定することは不可能であるとしている）そのほか、遠くクリミア半島やポーランドにまで貿易商ディアスポラとして拡散していく者も存在した。

### アラブによる支配
その一方で、同時期のアラビア半島ではムハンマドがイスラーム教を興し、その支配圏を広げようとしていた。633年にはアラブの軍勢はペルシアにも侵入を果たし、やがてサーサーン朝を滅ぼしてペルシア征服を成し遂げた。640年にはアルメニアにも最初の襲撃が行われたが、即座に征服されたペルシアとは異なり、ウマイヤ朝が完全にアルメニア征服を終えるには、その後半世紀を要した。
652年にアルメニア公テオドル・ルシュトゥニはシリア総督ムアーウィヤと和睦し、さらに東ローマの縮小によって、387年以来初めてアルメニアの東西分割状態は解消された。アルメニアには広い自治権と信教の自由が与えられ、農業と交易が大きく発展した。ジズヤやハラージュを支払えばアラブ人は異教徒に寛容であったため、アルメニア人はイスラーム世界の側でも、商人として活躍する基盤を形成した。このころのアルメニア知事には、アラブを支持する者もいれば東ローマを支持する者もおり、アルメニアは実際には2国の両属状態となっていた。アラブ・東ローマ戦争中の693年には、ウマイヤ朝によるアルメニア支配が確立されるが、その後も長きに渡って東ローマはアルメニアに影響力を持ち続けた。
やがて750年のアッバース革命によってウマイヤ朝が滅びると、続くアッバース朝はイスラーム帝国の理念に従い、ムスリムであれば非アラブ人にも対等な取り扱いを保障するようになった。他方、国家財政の必要から税はウマイヤ朝時代に増して重くなり、親東ローマ派のマミコニアン家と親ウマイヤ派のアルツルニ家は、これに乗じて774年にアルメニア人による反乱を煽動した。しかし翌年にアルメニア軍は大敗し、諸侯の内で反乱に加わらなかったバグラトゥニ家だけが、アッバース朝の信頼のもと、新たなアルメニアの支配層としての地位を固めていくこととなった。そして806年、アッバース朝はバグラトゥニ家のアショト4世をアルメニア公として統治者に任命した。

### 中世アニでの独立

バグラトゥニ朝アルメニアの最大版図（1000年ごろ）

こうして中世アルメニアの地方君主となったバグラトゥニ家であったが、その支配はやがてアッバース朝の手を離れ始めた。852年にはアッバース朝を相手に3年にわたる戦争が開始され、アショト4世の孫は885年に、アルメニア王アショト1世として東ローマ＝アラブ両国に国家の独立を承認させた。
しかしながら、バグラトゥニ朝の権威がアルメニア全域において盤石であったわけではなく、たとえばアルツルニ家による「ヴァスプラカン王国」や王族のムシェーグによる「カルス王国」、シュニ家の「シュニク王国」など、国内には多数の諸侯による自称政権が林立する状況でもあった。そして、それら分王国群の中心に位置するドヴィンやナヒチェヴァンといった要衝を支配していたのは、アラブ人による首長国群であった。この分権状態は、アショトの死後間もなくバグラトゥニ朝の分裂を招いた。次代のスムバト1世は909年、東から侵入したサージュ朝テュルクとそれに連合したアルツルニ家に攻撃を受け、敗北した末に処刑された。
しかし、スムバトの陰惨な死はサージュ朝とアルツルニ家への反感、そしてスムバトの子アショト2世へのアルメニア諸侯の結集をもたらした。アショトは915年に東ローマ軍の協力を得てサージュ朝を退けたが、その後も弟である次代アバス1世とともに、服属を要求する東ローマや、侵入するアラブ人、ラワード朝クルドなど外敵への対処に忙殺された。
バグラトゥニ朝が軍備に勤しむ傍ら、アルメニアの政治的・経済的地位をかつての勢いまで盛り立てたのは、ヴァスプラカン王国のガギク1世であった。その働きによってアルメニアは、以降10世紀を通じて、繁栄と芸術の黄金期を迎えた。鉱物資源の開発により産業が発展し、生産された陶磁器や織物、宝飾品はアジア各地へ輸出された。アッバース朝は異教の教会新設を認めていなかったにもかかわらず、多数のアルメニア教会が新たに建てられた。アバスの子アショト3世の時代には首都がアニへ移され、のちにはカトリコスも座する一大宗教都市となった。末期にはその商活動も最盛期に達し、カルスやアルチェシュなどの都市は、小アジア、地中海、インドやギリシアからもたらされた交易品で埋め尽くされていたという。

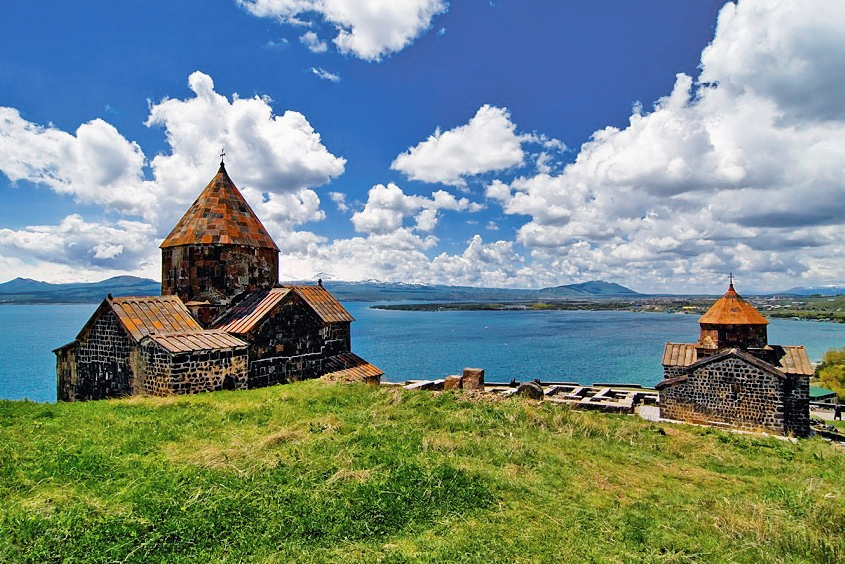
聖使徒修道院（左）と聖母修道院（右）からなるセヴァナヴァンク

また、バグラトゥニ朝期は教会建築がもっともさかんに行われた時代でもあり、今日現存する遺跡の大半はこの時代に造られたものである。同時代の代表的な建築にはカルス、アニ、アグタマル聖十字などの諸聖堂、そしてマルマシェン、フツコンク、タテヴ、サナヒン、ハグパット、ゲガルド、セヴァナヴァンク、マカラヴァンクなどの修道院群がある。
しかし、アショトの子であるバグラトゥニ朝のガギク1世が1020年に死去すると、再び王家は分裂した。バシレイオス2世時代に勢力を拡大していた東ローマは、アルメニアの内紛を尻目にガギク2世を退位させ、1045年にアルメニア王国は滅びた。1064年にはカルス王国も東ローマに併合されたが、シュニク王国、タシル＝ジョラゲト王国、ハチェン公国の3国は、その後も自治状態に留め置かれた。

### 群雄割拠の時代
しかし、衰亡しつつある東ローマはセルジューク朝の台頭に抵抗できず、そのアルメニア支配も持続はしなかった。セルジューク朝テュルクの軍勢は1048年からアルメニアに侵入し始め、1064年にはアニを急襲し、陥落させた。1071年のマラズギルトの戦いでのセルジューク朝の勝利によって、セルジューク朝によるアルメニア支配は決定的なものとなった（この際にも、アルメニア人の大規模なディアスポラ化が発生した）。しかし、スルタンのマリク・シャーは商業や芸術の振興、インフラの建設、外国語文化の保護といった政策をとったため、アルメニア人の商活動は一層の活発化をみせた。
このセルジューク朝も1194年には滅び、その後アルメニアは一時のホラズム・シャー朝支配期を経て、モンゴル帝国の地方政権であるイルハン朝の版図に入った。同時期には、北部のグルジア王国に保護されていたわずかな領域も、その安定の時を終えた。アルメニアはモンゴル皇帝モンケ・ハンに臣従することで、イルハン朝とも間接的に友好を結んだ。しかし、やがてイルハン朝がイスラーム化するとアルメニアはすさまじい弾圧を受け、さらに14世紀のティムールの西アジア遠征に際しても、アルメニア人たちはスィヴァスで兵士を生き埋めにされ、幼児を皆馬で踏み殺されるなどの殺戮にあった。それが過ぎるや、次にアルメニアは1世紀にわたって黒羊朝と白羊朝による争いの舞台とされ、苦難の時代は続いた。
この時代、アルメニアにおいてあらゆる政治組織は壊滅したが、一方で、維持された交易路による商人への富の蓄積や、ノラヴァンク、ホラケルト修道院、アレニ教会、イェグヴァルド教会といった教会建築の新造は続けられた。また、数多の侵略の結果としてアルメニア人は多くの言語を身に着け、交易の場や宮廷においてしばしば通訳として活躍した。

### 中世キリキアでの独立

キリキア・アルメニア王国（1200年代）

キプロス島の対岸に位置するキリキアは、山脈に囲まれた陸海の要衝であり、かねてより東ローマとアラブによる争奪戦の的となっていた。965年に東ローマがキリキアを版図に入れた際、東ローマは国内のアルメニア人をキリキアへ送り込み、地方の管理を任せる方針をとった。しかし、キリキアのアルメニア人官吏たちは次第に世襲によって地位を固め、やがて皇帝への忠誠も形式だけのものへと変わっていった。そして、アルメニア本国がテュルクの侵攻にさらされたとき、大勢のアルメニア人が、このキリキアの地を亡命先として選んだ。このとき、亡命アルメニア人の中核となっていたバグラトゥニ家当主のルーベン1世が、1080年にキリキアで新たに創始した「王家」がルーベン朝である。
第1回十字軍の際には、キリキアのアルメニア人たちもアンティオキア攻囲戦に際して十字軍の側に物資援助を行った。しかし、その後アルメニア人たちは本格的にキリキアの制圧を図り、12世紀末まで東ローマとの戦闘を繰り広げた。さらに、ルーベン朝はローマ教皇庁、神聖ローマ帝国との外交関係を取り結び、第3回十字軍にも積極的な支援を行った。やがてその貢献は認められ、1198年にレヴォン2世は、教皇と神聖ローマ皇帝から正式にアルメニアの王位を授けられた。
キリキアのアルメニア王国は、その地理的特性から貿易国家として発展した。遠く中央アジアからヨーロッパに至る陸海の交易路が整備され、ジェノヴァ、ヴェネツィア、ピサの都市国家と通商協定が結ばれたことで、タルスス、アダナ、マミストラはイタリア人が多数を占める国際都市となった。数々の港町がとりわけ香辛料貿易で栄え、ラジャゾなどはアレクサンドリアに比するほどの賑わいであったという。
カトリコスも首都シスへと移転され、十字軍との深い関係からキリキアにはフランス式の行政・司法システムが導入された。キリキアのアルメニア王国にはアルメニア古来の土地貴族制は存在せず、代わって騎士階級をはじめとした西洋式の封建制が採用された。宮廷ではフランス語やラテン語が話され、貴族の間ではカトリックや正教への改宗すら一般的なものとなった。とはいえ、これらの西洋志向は貴族以外の階級には浸透せず、また商人層においてはアルメニア使徒教会に指導された反西洋志向がむしろ強かった。

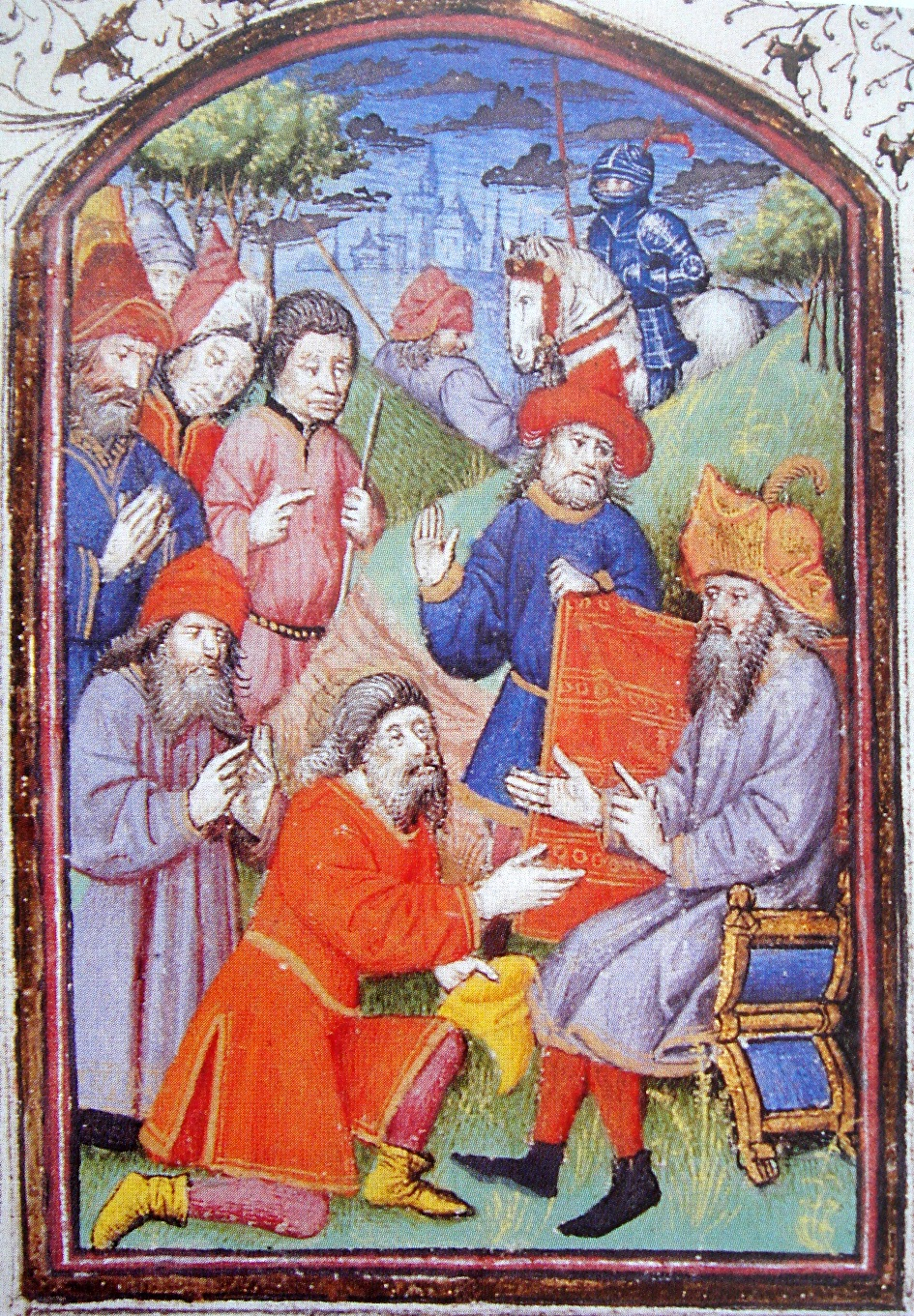
カラコルムでモンゴル人の歓迎を受けるヘトゥム1世（右端）

レヴォン2世には男子がなく、1226年、アルメニア王位はザベル王女の夫となった摂政家のヘトゥム1世へと受け継がれた。そしてこのヘトゥム朝時代から、キリキアにもセルジューク朝、モンゴルやマムルーク朝の手が迫るようになった。そこで、ヘトゥムは自らモンゴルの首都カラコルムまで赴き、1253年にオゴデイ・カアンと同盟を結んだ。周辺のフランク人王朝とも姻戚関係を結び、モンゴルからの傭兵も隊列に加えたキリキアであったが、押し寄せるエジプト軍の前には、これらの同盟もまったく歯が立たなかった。1266年にマムルーク朝の軍勢はキリキアを襲い、シスに火を放ち灰燼に帰せしめた。
キリキアは厳しい租税条件のもとにマムルーク朝と和平したが、ほどなく王家は跡目争いから四分五裂に陥った。アルメニア王には、近隣のキプロス王国の王族や互選された貴族が就くようになり、さらに西欧化主義者と民族主義者との対立やペストの流行は社会の混乱に拍車をかけた。そして1375年、再びキリキアはマムルーク朝の占領を受け、アルメニア王国は滅亡した。

## 近世

### 東部の状況

#### ペルシアによる三度目の支配

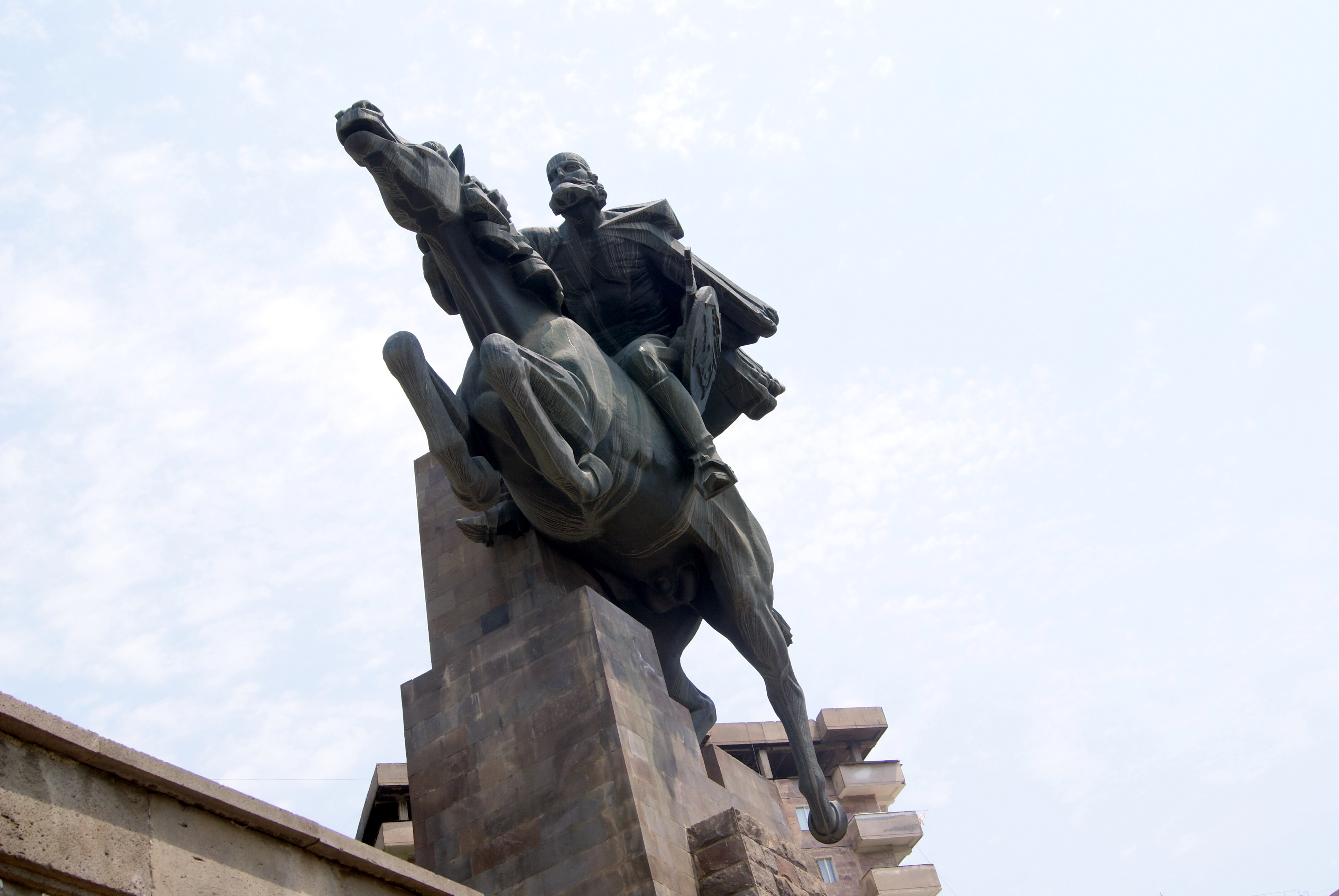
カパンに建つダヴィド・ベク像

さまざまな支配者が入れ替わったカフカース側のアルメニア（いわゆる東アルメニア）であったが、1502年に白羊朝がサファヴィー朝に倒されたため、三度目のペルシア支配を受けることとなった。
1603年からの第四次オスマン・ペルシア戦争の際には、シャー・アッバース1世がヴァン、バヤズィト、ナヒチェヴァンに対して焦土作戦を敢行し、その後2年にわたって25万人から30万人のアルメニア人がエスファハーンへと強制移住させられた。この強制移住は数千人の犠牲者を出したが、一方で移住先には新たにジョルファーの町が築かれ、絹取引の独占権を与えられたアルメニア人は、ジョルファーをヨーロッパと結ぶ交易都市へと発展させた。ジョルファーの商人は中東や西欧にとどまらず、スウェーデン、モスクワからインド、フィリピン、インドネシア、中国まで商社を設けた。
しかし、アッバースの死後はアルメニア人に対するサファヴィー朝の寛容さもなくなり、またイギリス・オランダ東インド会社などの台頭により、アルメニア人商人の勢力も18世紀には弱まった。アルメニア人は希望をキリスト教世界へ向けるようになり、エチミアジンのカトリコス（キリキア聖座とは別に新設された）は幾度も使節団をヨーロッパへと派遣した。とりわけ1678年にローマへ発った19歳のカラバフ貴族、イスラエル・オリは、ヨーロッパ中を渡り歩いてパラティナ選帝侯やオーストリア皇帝、そしてロシア皇帝にまで面会し、アルメニア解放への支援を訴えた。しかし、何ら実のある返答も得られないまま、オリは土地貴族による暗殺という最期を遂げた。また、サファヴィー朝の滅亡に乗じたオスマン帝国がまたも対ペルシア戦争を起こした際には、ダヴィド・ベクをはじめとするわずかな諸侯がナゴルノ・カラバフへ立てこもり、1722年から8年間のみ、両軍を退けてアルメニア人による独立状態を維持した。

#### ロシアによる支配

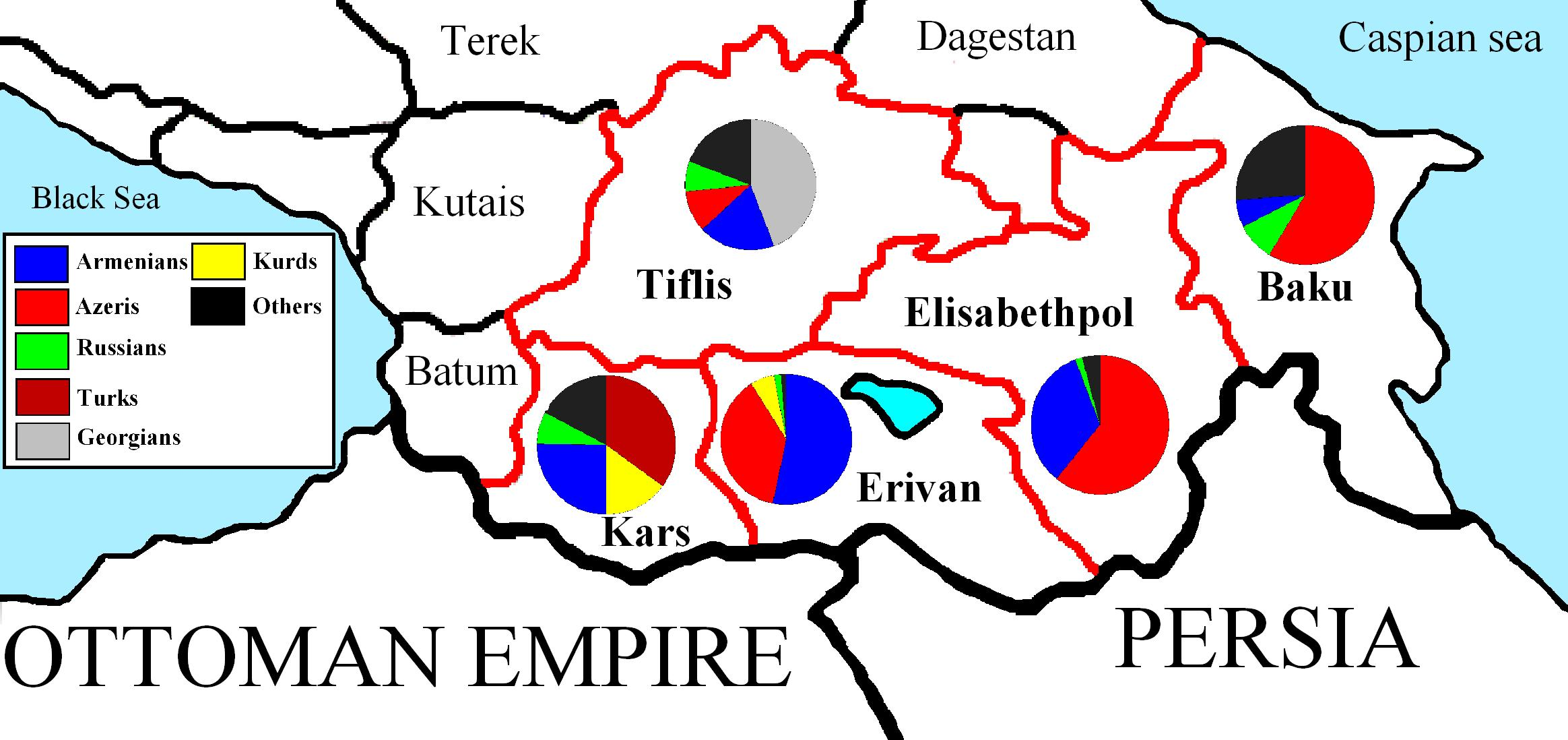
1897年のロシア帝国南部におけるアルメニア人の分布（青色）

一度はイスラエル・オリの救援要請を断ったロシア帝国であったが、皇帝エカチェリーナ2世の時代に入ると、その南下政策は本格化した。1779年にはペルシアで新たにガージャール朝が開かれ、その軍はアルメニアを越えて東グルジアのチフリスにまで北上した。助けを求めてきたカルトリ＝カヘティ王国をロシアは保護国化し、両大国による覇権争いは二度にわたるロシア・ペルシア戦争へと発展した。結果、ガージャール朝は二度の敗北を喫し、1827年のトルコマーンチャーイ条約によってロシアの領域はアラクス川北岸まで拡張した。その後にも、1877年からの対オスマン戦争にもロシアは勝利し、サン・ステファノ条約によってカルス州もロシア領アルメニアへと割譲された（この戦争では、多くのアルメニア人義勇兵もロシア側に加わっていた）。
当初、アルメニア人たちは念願であったキリスト教世界への復帰に歓喜し、姓をロシア風に変える者も多くいた。オスマンやペルシアからは万人単位でアルメニア人がロシア領へ流入し、チフリスやバクーに拡散した者の中には商工業で財を成す者も多く現われた。1870年代にはチフリスの商人の3分の2がアルメニア人で、6行の銀行のうち4行はアルメニア人の資本であった。バクー油田の石油会社も、その半数がアルメニア人の経営によるものであった。また、ミハイル・ロリス＝メリコフのように、帝国内相としてロシアの政治に深く関わるようなアルメニア人も、例外的ながら現われた。
反面、故地アルメニアのアルメニア人はその7割が農民であり、カフカースで反故にされた農奴解放令への反発から、同時期のアルメニアでは農民反乱が続発した。さらに、開明的な皇帝アレクサンドル2世が1882年に暗殺されると、ロシアの政策は急激に保守反動化した。アルメニアでも、学校教育ではロシア語、ロシア史、ロシア地理が必修化され、教会学校の建設は禁じられた（時のカフカース知事であったグリゴリー・ゴリツィンは、「もうじきカフカースには、博物館の標本以外には、アルメニア人はいなくなるであろう」と語ったという）。こうして、その90年の支配の間に、アルメニア人のロシアへの反感は次第に高まっていった。

### オスマン帝国による西部の支配

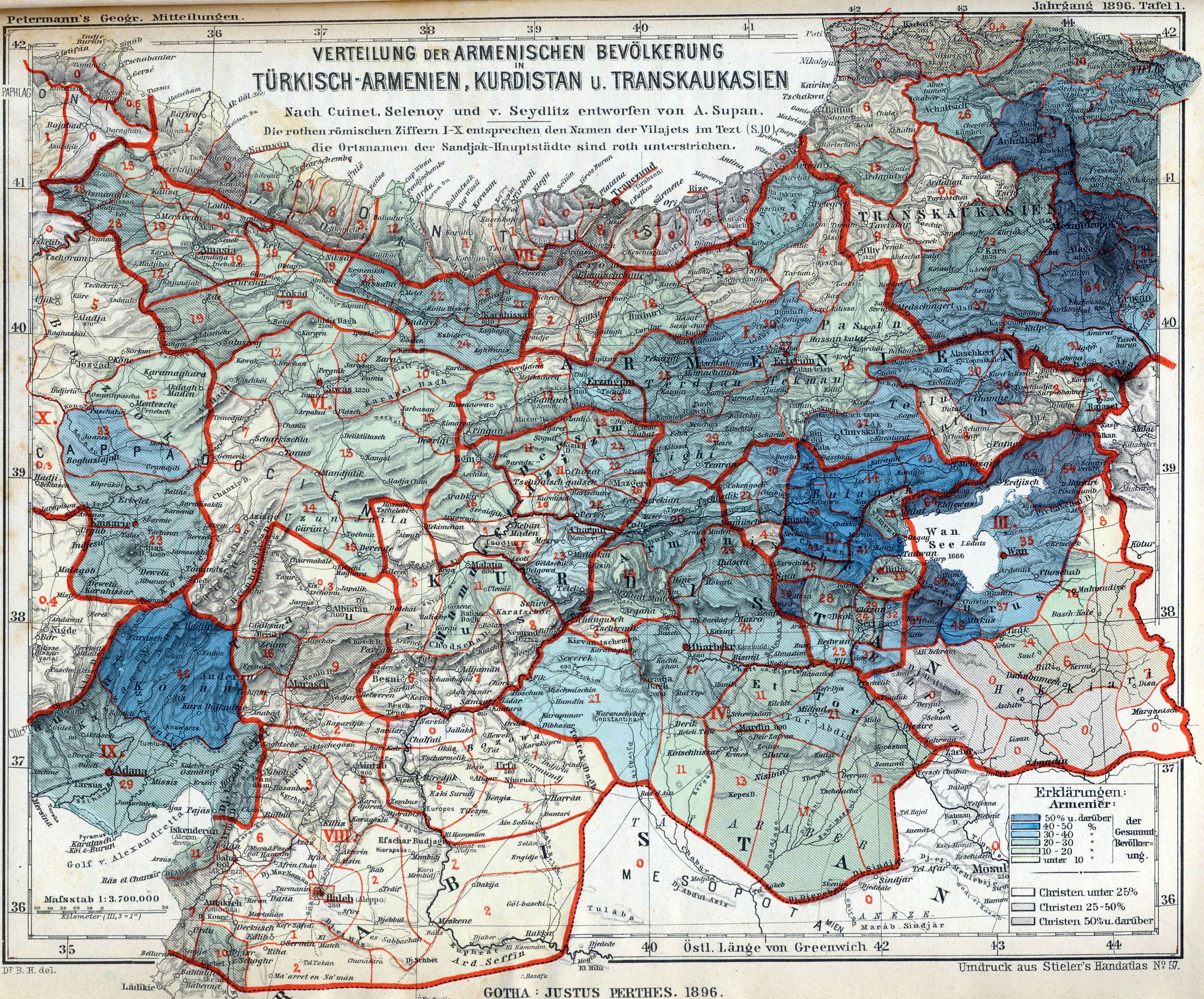
1896年のオスマン帝国東部におけるアルメニア人の分布（もっとも青い部分で人口の50パーセント以上）

16世紀初頭には、東アルメニアはガージャール朝の土地となっていたが、一方アナトリア側のアルメニア人地域（いわゆる西アルメニア）は、ほぼ同時期の1514年に、テュルク系のオスマン帝国によって獲得された。
オスマンの地方行政にはミッレト制が採用されており、これによってアルメニア人には納税義務と引き換えに大幅な自治権が与えられていた。イスタンブール・アルメニア総主教座は政治的・宗教的特権を付与され、コンスタンディヌーポリ総主教庁と並び立つオスマン・キリスト教界の事実上の権威となった。1853年からのクリミア戦争では、オスマン軍へ志願して、ロシア軍に所属する同胞とカフカース戦線で戦ったアルメニア人も多くいた。また、帝国造幣局の責任者となったドゥジアン家や、火薬・製鉄・製糸業を一手に担ったダディアン家、「帝国の建築士」と称された宮殿建築家のバリアン家、オスマン演劇界の創始者となったギュッリュ・アゴプなど、西部のイスタンブールやイズミルに住むアルメニア人富裕層の財界・芸術界への進出には著しいものがあった。
その一方で、オスマン社会においてはアルメニア人をはじめとした非ムスリムは通常の司法システムから排除され、武装の権利も認められていなかった。移動の制限やクルド人への援助義務が課せられ、地方官吏による恣意的な徴税や改宗目的での子供の誘拐もまま行われた。これら圧政にさらされたのは、オスマンのアルメニア人の大部分を占める、東アナトリアの農民たちであった。そして、アルメニア人は1860年代からヴァンやゼイトゥン、ムシュなどで、支配層に対する散発的な蜂起を開始するようになった。

## 近代

### 民族の覚醒

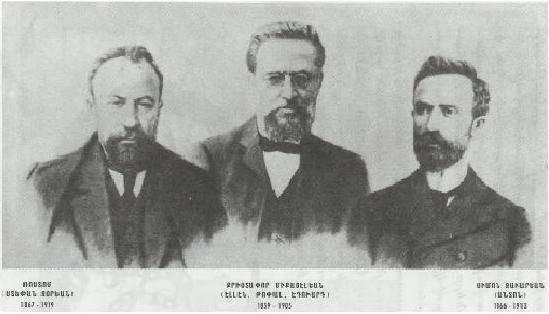
ダシュナク党の創立者たち（左から、ステパン・ゾリアン、クリスタポル・ミカエリアン、シモン・ザヴァリアン）

オスマン＝ロシア両帝国に分割されて暮らしていたアルメニア人であったが、西欧で発生した1848年革命は、彼らの間にもそれぞれ民主化運動の機運を呼び込むこととなった。モスクワやサンクトペテルブルクで教育を受けたロシア側のアルメニア人には、ロシア流の革命思想に影響された反帝政主義者が多かった。これらの革命思想は国境を越えてオスマン側へも流入し、また、1820年代からアメリカがオスマン各地に派遣した宣教団によっても、西欧流の民族解放思想が、東アナトリアのアルメニア人に浸透していった。1885年にはアルメニア史最初の政党とされるアルメナカン党がヴァンで設立され、2年後にはジュネーヴで民族社会主義政党の社会民主フンチャク党が結成された。1890年にはチフリスでアルメニア革命連盟（ダシュナク党）が結成され、これはオスマン・アルメニア人解放のためには武力闘争も辞さない強硬派として、アルメニア人政党の最大勢力へと発展していく。
対して、西欧で教育を受けた富裕層のオスマン・アルメニア人には、当時の新オスマン人運動に共鳴し、帝国支配の下での権利拡大を求める穏健派が主流であった。1839年からのオスマンでは、ギュルハネ勅令によってタンジマート改革が開始され、非ムスリムに対してもムスリムと対等の市民的権利が保障されるようになっていた。また、対ロシア戦争のあとにはオスマン・アルメニア人の処遇は西欧の関心の的となっており、サン・ステファノ条約とベルリン修正条約においても、アルメニア人の待遇改善と安全保障がその第19条と第61条で求められていた。
しかし、タンジマート期から行われた一連の政治改革は、そのあまりに急激な民主化政策から、保守派のムスリムと急進派のキリスト教徒との対立激化につながった。さらに、皇帝アブデュルハミト2世は対ロシア戦争と同時にミドハト憲法も停止し、改革路線を専制へと転換していた。また、西欧諸国はオスマンに対する互いの権益から牽制しあい、アブデュルハミトによる専制化に対しても無力であった。

### 大量虐殺の受難

#### 第一次虐殺

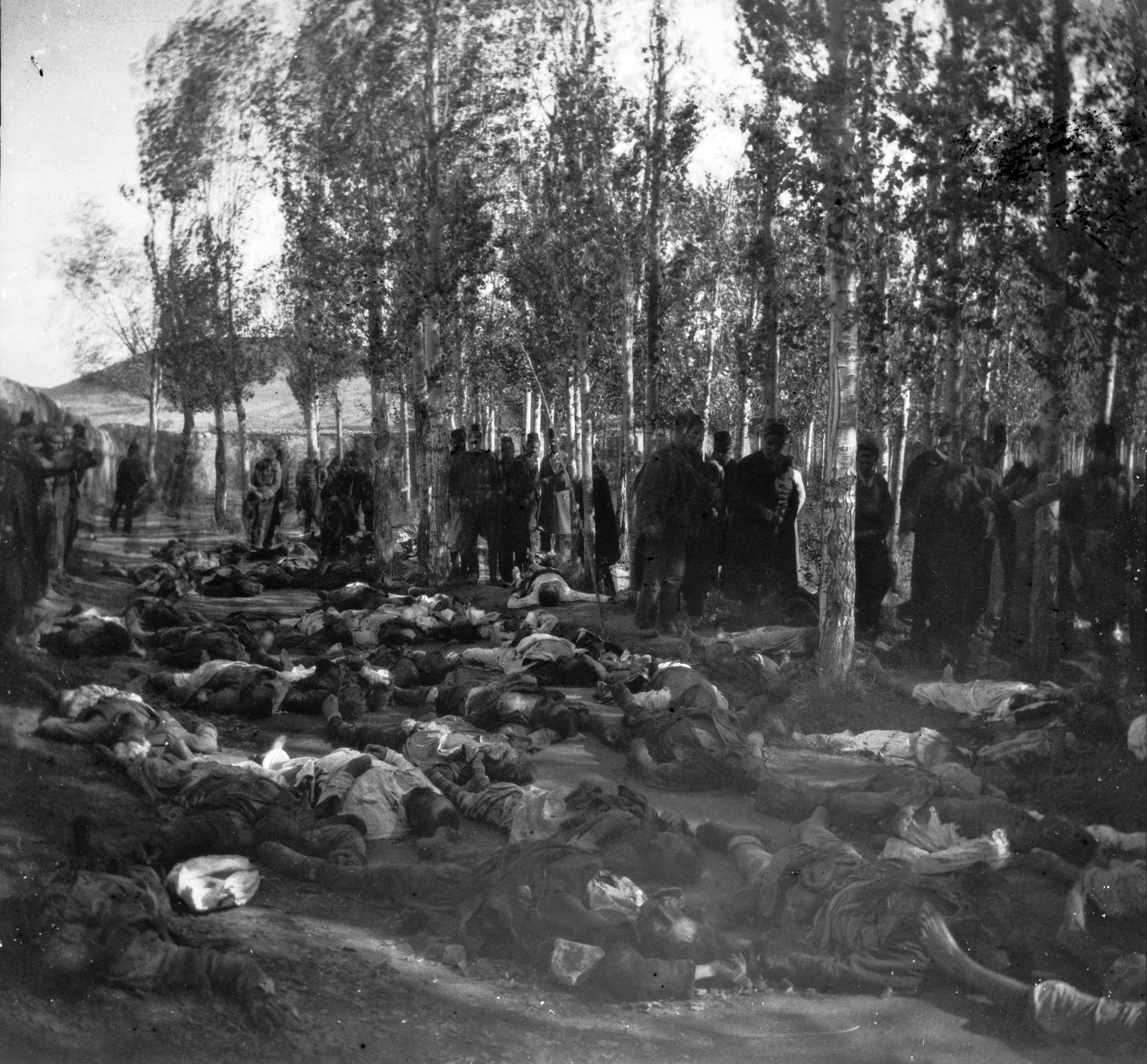
エルズルム虐殺の犠牲者たち（1895年）

やがてムスリムとキリスト教徒との緊張は高まり、ついに1894年夏、サスーンでの徴税トラブルに端を発するアルメニア人の武装蜂起が発生。この鎮圧過程で数百人から数千人が殺害された。政府はこれを「アルメニア人とクルド人との間の些細な衝突」としたが、事件を政府による組織的虐殺ととらえたアルメニア人側は、態度を一層硬化させた。翌1895年10月にはトラブゾンで官吏が何者かに襲撃され、捜査のためアルメニア人地区へ入った軍と住民との間の衝突が、アルメニア人の虐殺へと発展した。虐殺はディヤルバクルなど東アナトリア全域のアルメニア人居住区へと拡大し、最終的に1895年から翌1896年にかけて数万人のアルメニア人が犠牲となった。
この間にも西欧列強はオスマンへの干渉に消極的であり、やがてダシュナク党の中からは、オスマン銀行占拠事件やアブデュルハミト暗殺未遂事件のように、国際社会の注目を集めるためのテロリズムに訴える者も現われた。そして、アルメニア人の強硬化はトルコ人による一層の反発を招き、さらなる虐殺へもつながった。
しかし、専制主義者のアブデュルハミトを敵視していたのはアルメニア人だけではなく、1908年7月にはサロニカ駐留軍の青年将校らによって青年トルコ人革命が引き起こされた。革命指導層の「統一と進歩委員会」は、ミドハト憲法復活と即時の議会開設を認めさせ、さらにアブデュルハミトを廃して、その弟メフメト5世による第二立憲時代を開始させた。
当初、この専制の終焉には帝国内のあらゆる民族・宗教の人々が歓喜し、その関係は劇的に改善した。ダシュナク党も新たな立憲制下での民主化に期待を寄せ、活動路線を帝国内での自治獲得へと穏健化させて、統一と進歩委員会とも協力関係を結んだ。旧体制護持者の多くいたキリキアでは、なおも1909年4月のアダナ虐殺で2、3万人のアルメニア人が犠牲となったが、この裁判ではムスリムの側により重い処罰が下るなど、政権とアルメニア人の関係はこの段階では悪化していなかった。

#### 第二次虐殺

1915年からのアルメニア人追放における移送と襲撃の状況

当初は自由主義的であった統一と進歩委員会も、ほどなくその思想は汎テュルク主義、汎トゥラン主義へと傾斜していった。また、続くバルカン戦争から国内のキリスト教徒に対する疑念も深まり（国内のギリシャ人は実際に敵国ギリシャ王国へ援助を行っていた）、1913年1月にはクーデターによって統一と進歩委員会の完全な独裁体制が樹立された。
この状況下において、自治権拡大のため列強に外圧を要請するアルメニア慈善協会、ロシアから流入し東部でムスリムと衝突を繰り返すアルメニア人武装集団、そして国軍とは別に独自の軍事部門を強化しようとするダシュナク党のような存在は、政府にとっては充分な懸念材料となり得るものであった。さらに、1914年10月にオスマンが中央同盟国として第一次世界大戦に参戦した際には、敵軍であるロシア軍には18万人のアルメニア人正規兵のほか、8,000人の志願兵によるアルメニア人義勇部隊が編制されており、これにはオスマンから国境を越えて志願した者も含まれていた。
開戦後まもない1915年2月から、アルメニア人官吏の解雇、兵士の労働大隊への配置替え、農民からの武器の供出などが行われ始めていた。そして同年4月に発生したアルメニア人によるヴァンの反乱が引鉄となり、ついに国内からのアルメニア人の追放作戦が実行に移された。のちにアルメニア人虐殺追悼の日とされる同年4月24日、国内の著名なアルメニア人政治家・知識人など約600人が一斉に官憲に検束され、その多くが殺害された（赤い日曜日）。以降1917年2月ごろまでの1年以上をかけて、アルメニア人のシリア、イラク方面への追放が秘密裏に行われた。最終的に、虐殺や死の行進などによって、60万人とも100万人とも言われる数のアルメニア人が犠牲となった。
アルメニア人の側は、この大量虐殺を意図的な民族抹殺であるととらえる。その一方でオスマンの後継国家となったトルコの側は、移送はあくまでアルメニア人を安全な場所へ退避させるためであり、アルメニア人過激派との戦闘は行われたが、その他大量死は過酷な環境下での意図しないものであったとの立場をとっている。大戦後に統一と進歩委員会が裁かれた軍事裁判では、アルメニア人虐殺もおもな訴因とされ、タラート、エンヴェル、ジェマルの3パシャをはじめ多くの者に死刑判決が下された。しかし、これらの判決のほとんどは執行されず、アルメニア人たちの不満はのちに、ダシュナク党による3パシャらの暗殺事件「ネメシス作戦」へと行き着くこととなった。

### ロシア革命の渦中で

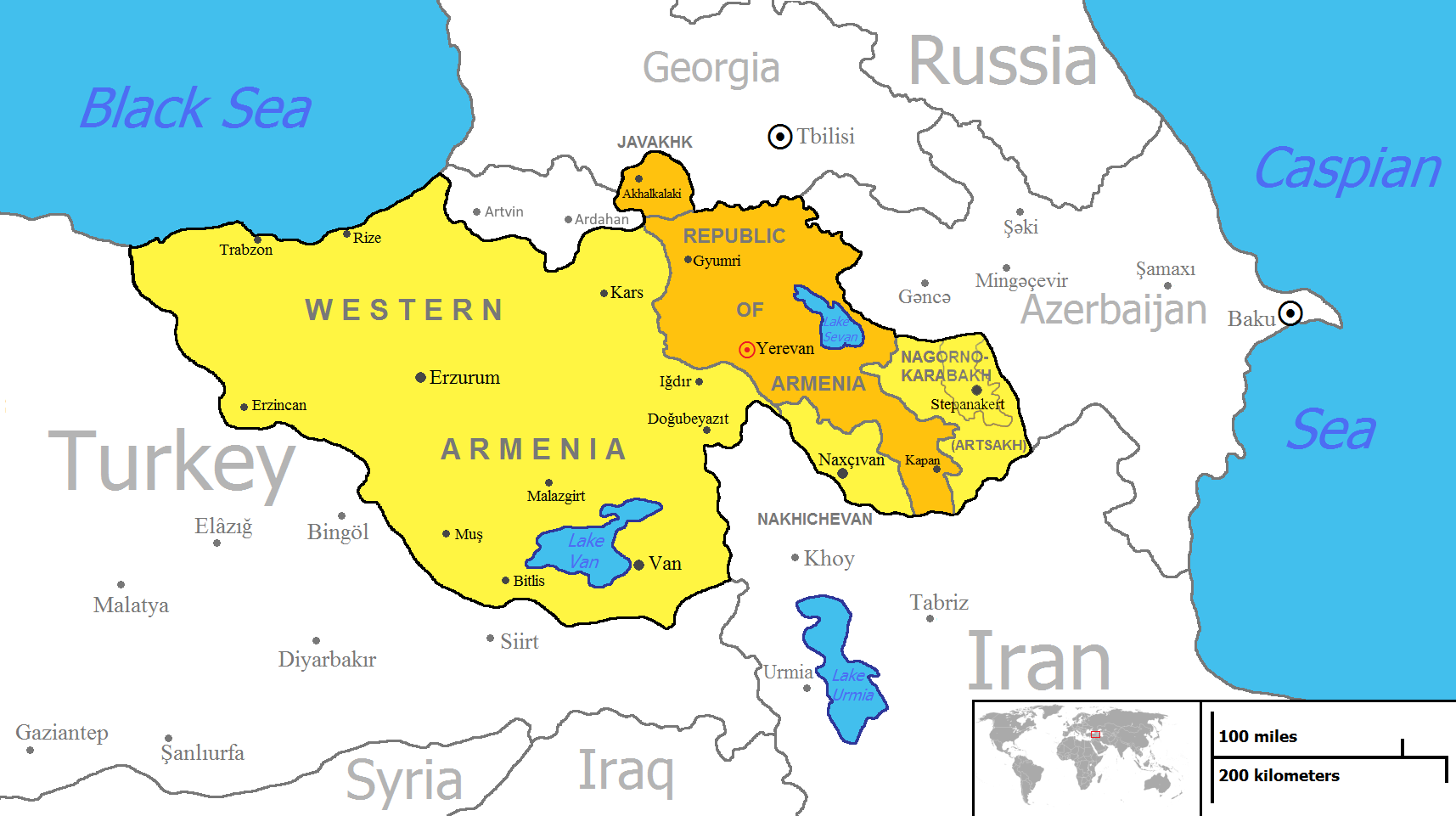
ダシュナク党が主張する「大アルメニア」

大戦中にオスマンのアルメニア人が辛酸を舐めていたころ、カフカース戦線のロシア軍は、オスマン軍に対して勝利を重ねていた。1916年にはエルズルム、トラブゾン、エルズィンジャンなどのアルメニア人地域はロシア軍の占領下（西アルメニア行政地域）に入っていたが、この状況でロシアに発生したのが、1917年3月の二月革命であった。
この革命によって、ロシアの帝政が臨時政府による統治へ交代すると、南カフカースにおける政治権力も現地の3民族（グルジア人、アゼルバイジャン人、そしてアルメニア人）の手に移った。このとき、3民族の間での支持政党はグルジア人がメンシェヴィキ、アゼルバイジャン人が汎テュルク主義的なミュサヴァト党、そしてアルメニア人がダシュナク党とそれぞれ分かれていたが、この段階ではいずれの民族もロシアからの独立を志向してはいなかった。
ロシア軍の西進によって西アルメニアもロシアの支配下に入ったことを受け、ダシュナク党は東西アルメニアの統一による「大アルメニア」の実現を訴え、対オスマン戦争継続を強く主張した。また南カフカース全体でも戦争継続を求めるメンシェヴィキや社会革命党が優勢で、講和を主張するボリシェヴィキの勢力はごく少数に留まっていた。

1918年のカフカース戦線

しかし、頼みのロシア軍には政情不安や経済危機から厭戦気分が広がり、ムシュとビトリスはすかさず、ムスタファ・ケマル率いるオスマン軍第2軍に奪回された。同年11月にはボリシェヴィキによる十月革命がまたもペトログラードで発生し、臨時政府の後ろ盾を失った3民族は、自力でオスマン軍の侵攻に対処せざるを得なくなった。さらに1918年3月には、ボリシェヴィキによるロシア・ソビエト共和国が中央同盟国と結んだブレスト＝リトフスク条約によって、ロシアが大戦で獲得した領域すべてをオスマンに返還することが定められてしまった。
最初にアゼルバイジャン人が対オスマン講和を主張し、バトゥムの喪失に消沈したグルジア人もこれに同意した。アルメニア人のみがカルスを最終防衛線として戦争継続を訴えたが、結局は同年4月、3民族は対オスマン講和のため、ザカフカース民主連邦共和国としてロシアから独立した国家となった。しかしオスマン軍は和平交渉の最中にも進撃を続け、アレクサンドロポリを落としてチフリスとエレヴァンの間近にまで迫った。もはやザカフカース連邦の維持は不可能とみたグルジア人は、オスマンの伸長を警戒するドイツ帝国から支援を受け、5月26日にグルジア民主共和国の独立を宣言して連邦から脱退した。翌27日にはアゼルバイジャン人が、オスマン占領軍の影響下でアゼルバイジャン民主共和国の独立を宣言した。

### 近代国家の独立

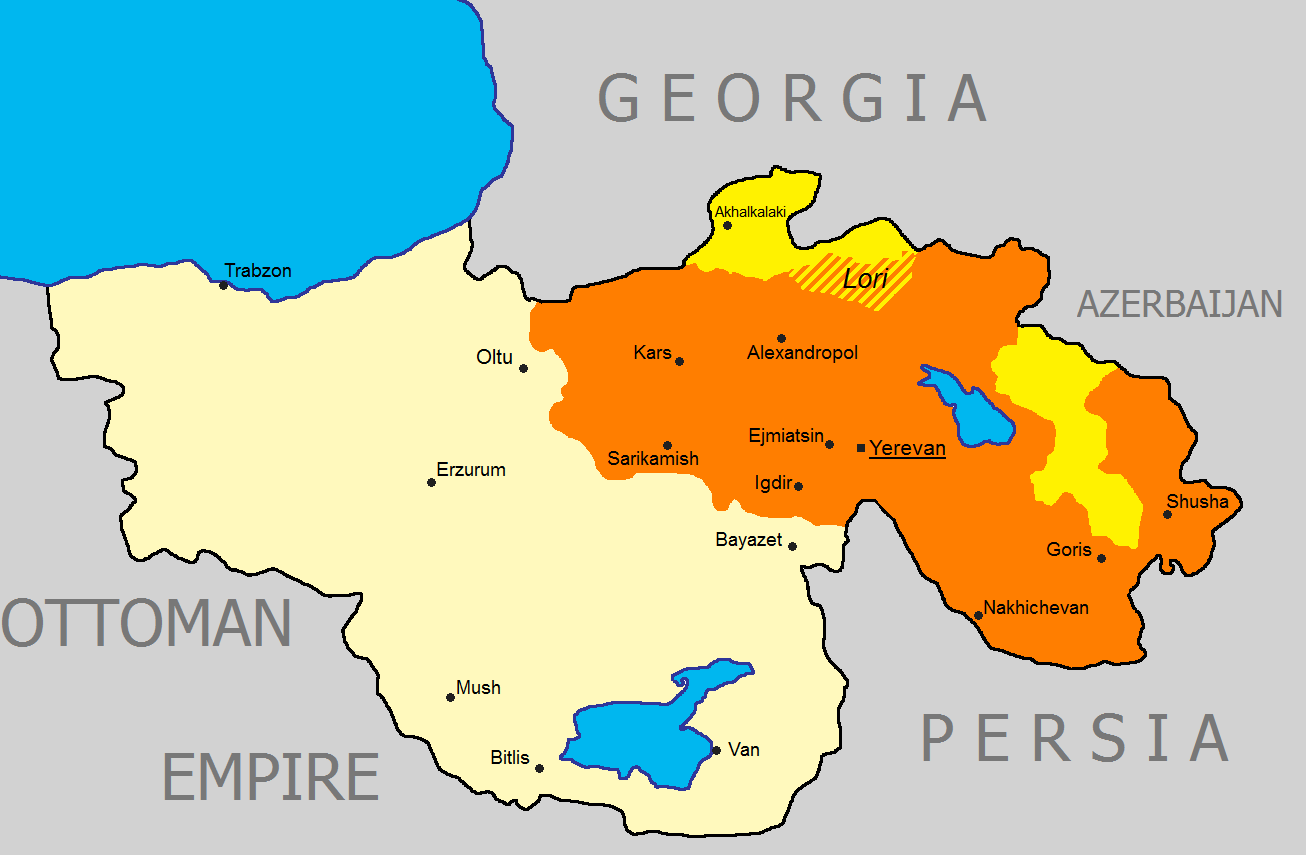
アルメニア共和国の実際の勢力圏
グルジア、アゼルバイジャンとの係争地域
セーヴル条約で確認されたアルメニア領

ロシアからもグルジア、アゼルバイジャンからも切り捨てられ、アルメニア人はオスマン軍の前に投げ出された。そして多くの議論の末、翌28日にはアルメニア人も「アルメニア共和国」の独立を宣言せざるを得なくなった。中世キリキア王国の滅亡以来、数百年にわたって彼らが夢見続けたはずの独立回復は、絶望的な状況下での苦渋の選択の結果にすぎなかった。
6月4日にはオスマンとのバトゥム条約によって、アルメニアの領域はアレクサンドロポリまで後退した。さらに、この僅少な領域には虐殺を逃れて数十万のアルメニア人が押し寄せ、エレヴァンは難民キャンプの様相を呈した。チフス、コレラや飢餓が蔓延し、最初の6か月で18万人が死んでいった。加えて、国の舵取りを任されたダシュナク党政権には、民族意識の強い革命家やゲリラ上がりばかりで、山積する問題に対処できる実務官僚は皆無であった。さらには周辺国家とも領土主張で折り合いがつかず、北部ではロリ地方をめぐって対グルジア戦争が、東部ではカラバフを巡って対アゼルバイジャン戦争が発生した（アルメニア人とアゼルバイジャン人の関係は特に険悪で、同年にはバクーでも三月事件や九月事件などで、虐殺の応酬が発生している）。
幸いにして、10月にはオスマンが連合国との間にムドロス休戦協定を受け入れ、オスマン軍の撤退によってアルメニアは、大戦前の領域まで支配圏を回復した。西欧列強はアルメニアへの関心を取り戻し、合衆国大統領ウッドロウ・ウィルソンのように、アルメニアの東アナトリア領有を具体的に認めようとする動きも現われた（ウィルソンのアルメニア）。しかし、1919年1月のパリ講和会議にオブザーバーとして招かれた際にも、アルメニア代表は、東アナトリアからキリキアまでを含めた到底実現不可能な領土主張に固執して、自国の立場を悪化させた。結局、この会議ではアルメニアについては何も決定されず、またどの国もアルメニアを国家承認しようとはしなかった。
1920年に入り、ロシア内戦でのボリシェヴィキの勝利が決定的になった段階でようやく、カフカース防共の壁の必要性から、列強はロンドン会議においてアルメニアの国家承認を行った。また領土問題については、アルメニアの要求すべてには沿えないながらも、エルズルム、トラブゾン、ヴァン、ビトリス4州の大部分をオスマンがアルメニアに与えることが、同年8月のセーヴル条約第88条において確認された。しかし、このころのアルメニアはすでに財政破綻を起こしており、紙幣増刷による赤字補填から半年で2,800パーセントに上るインフレに陥っていた。列強にもこの領域を委任統治する余裕などなく、ウィルソンの個人的熱意も合衆国議会によって否決された。

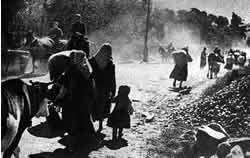
トルコ軍の侵攻によりカルスを脱出するアルメニア人避難民

また、アナトリア全域を列強に分割されるというこのセーヴル条約の内容は、トルコ人にとっては到底受け入れがたいものであった。武装解除を免れていたオスマン軍のムスタファ・ケマルらは、アンカラで新たに分裂政府を立ち上げ、セーヴル条約の承認を拒否してトルコ革命を引き起こした。そして、同年9月には新生トルコ軍が東部戦線でアルメニア軍と交戦状態に入った（トルコ・アルメニア戦争）。寄せ集めのアルメニア軍はカルスからも壊走し、トルコ軍は瞬く間にアレクサンドロポリまで迫った。
アルメニアはなすすべなく降伏し、11月30日にアレクサンドロポリ条約によってトルコと停戦したが、この条約ではセーヴル条約の破棄やアルメニアへのトルコ軍の自由通行などが求められており、アルメニアがトルコの属国と化すのは避けられない状況となった。さらにこの前日には、ロシアからの赤軍も、すでに共産化されていたアゼルバイジャン社会主義ソビエト共和国を経由して、東部国境から侵攻を開始していた。トルコ軍とボリシェヴィキの双方から最後通牒を発され、アルメニアは「少ない方の災厄を選べば生き残る余地が残され、ソビエト・ロシア代表との合意に達した」（首相、シモン・ヴラツィアンの回想）。

### 社会主義の時代

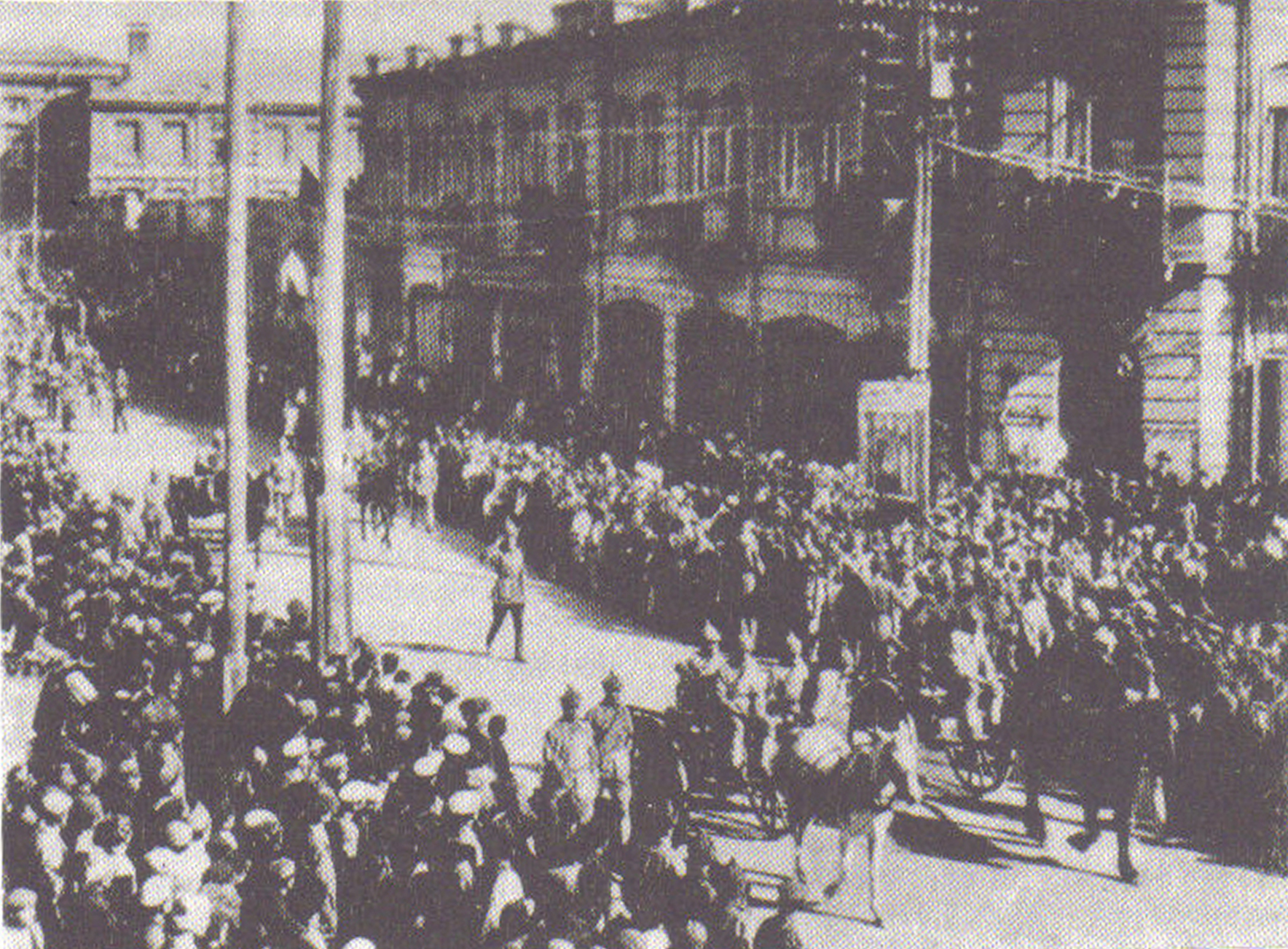
エレヴァンへ進駐する赤軍第11軍

究極の選択の末にダシュナク党政府は赤軍の進駐を受け入れ、12月2日、アルメニアは社会主義国家となった。エレヴァンにはすぐさまチェーカー（秘密警察）が設置され、旧軍将校など数百人が逮捕、銃殺された。革命委員会は、農民の階層も心情も考慮せず徴発と国有化を開始し、翌1921年2月にはこれに反発したダシュナク党による農民反乱が発生した（二月蜂起）。一時は首都エレヴァンを奪回した反乱軍であったが、赤軍の反攻により東部のザンゲズルまで追いつめられた。そして7月末には反乱軍による山岳アルメニア共和国の拠点が制圧され、ここにボリシェヴィキのアルメニア支配は盤石なものとなった。

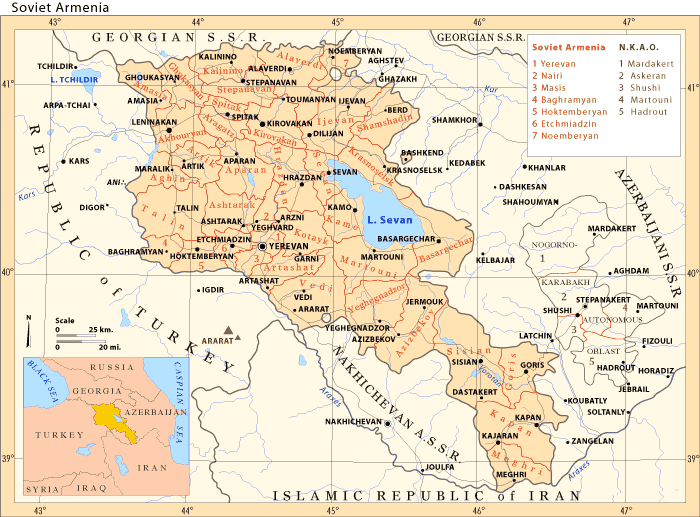
ソビエト・アルメニアの領域

やがてアゼルバイジャン、アルメニアと同様にグルジアも赤軍の侵攻を受けて共産化したため、南カフカース3か国は10月に、赤軍立会いのもと、トルコとカルス条約を締結した。この結果、ロシア帝国領であった西方の旧カルス州、スルマリなどがトルコへ割譲され、南方のナヒチェヴァンがアゼルバイジャンに属する飛地とされた。そして、長らくアルメニア人の精神的シンボルであったアララト山も、以降はトルコの領土とされた（しかし、その後もアララト山はソビエト・アルメニアの国章で意匠として用いられた）。一方、東方でアゼルバイジャンとの係争地となっていたナゴルノ・カラバフについては、同年7月にボリシェヴィキ中央委カフカース局での討議により、一度はアルメニアへの帰属が確認されていた。しかし、この決定は直後に不明確な理由でアゼルバイジャンへの帰属として覆ったため、のちに紛争の火種を残すこととなった。
1922年12月にソビエト連邦が発足した際、アルメニアは経済的な理由から 南カフカースのアゼルバイジャン、グルジアとともにザカフカース社会主義連邦ソビエト共和国を形成し、それを介して間接的にソ連へ加盟するという方法をとった。アルメニアが直接のソ連構成共和国となるのは、1936年12月のスターリン憲法成立により、ザカフカース連邦が解体されてからのことである。この間にネップとコレニザーツィヤ（民族文化振興政策）が導入されたアルメニアでは、経済と文化にも大きな転機が訪れた。アルメニア語は数百年ぶりに学術用言語としてよみがえり、大学や音楽院、劇場、映画スタジオなどの建設によって、社会主義の許す限りで民族文化が復興した。伝統的な女性の役割にも見直しが加えられた。1920年代前半にはギリシャやトルコ、メソポタミアなどから2万人近くのディアスポラが帰還し、反面で少数民族が流出したことによって、アルメニアの社会は均質化した。

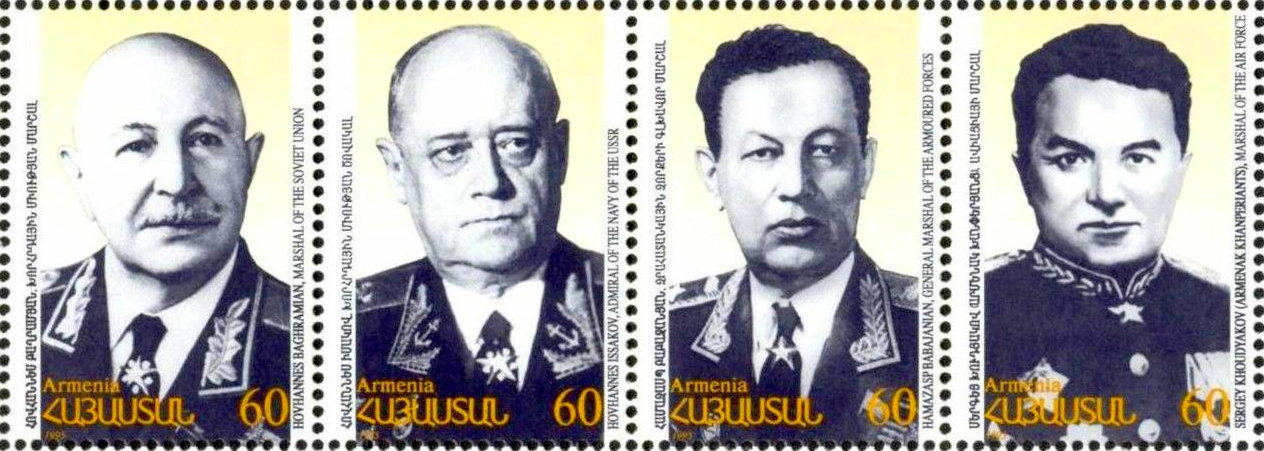
アルメニア人のソ連邦元帥たち（左から、イワン・バグラミャン、イワン・イサコフ、アマザスプ・ババジャニャン、セルゲイ・フジャコフ）

1920年代末にヨシフ・スターリンがソ連中央の実権を握ると、ネップは五カ年計画による強制的な集団農場化、コレニザーツィヤは民族主義批判とロシア化へ転換した。さらには大粛清においても1936年から1939年までに数万人が犠牲となった。直後に大祖国戦争が始まると、アルメニアからも30万人から50万人が参戦し、そのうち戦死者は17万5,000人に達した。
続いて冷戦が始まると、1945年3月にソ連は、1925年からの対トルコ友好条約を破棄した。アルメニアのトルコに対する民族意識は再び高まり、カトリコスのゲヴォルク6世はカルス県とアルダハン県に対するアルメニアの領有権を公言した。そして、ソ連外相のヴャチェスラフ・モロトフもこれに応えて、ポツダム会談の席上でカルス、アルダハン2県のトルコに対する領土主張を行っている（しかし、これは英米の反対で退けられた）。
また、終戦直後には再度の帰還運動が展開され、ディアスポラ組織や教会の宣伝活動によって10万人を超える在外同胞が、おもにギリシャや中東からアルメニアへと移住した。しかし、こうした移住者は当局から信用されず、スパイ視されてシベリアへ流刑されることもしばしばであった。反面、虐殺生存者の子孫である彼らが国内に流入したことにより、アルメニアで虐殺の過去を語ることはタブーではなくなった。1965年に行われた虐殺50周年記念集会は、ソ連でも空前の規模のデモに発展し、翌年にはエレヴァン近郊に慰霊塔「ツィツェルナカベルド」が建設された。
スターリン批判後からは再度アルメニア語やアルメニア文化が容認されるようになり、1970年代にはアルメニア語を母語とみなす人口の割合が99パーセント超と、ソ連国内でもっとも高い割合にまでなった。同時期には観光業がアルメニアの主要産業となり、各国から招かれたディアスポラに対し社会主義の成果が喧伝された。メツァモール原子力発電所の建設などで工業生産額がアゼルバイジャンとグルジアを上回った一方、公害や環境破壊もまた著しく進み、汚職の蔓延により公共財の盗難や賄賂までが珍しいことではなくなった。

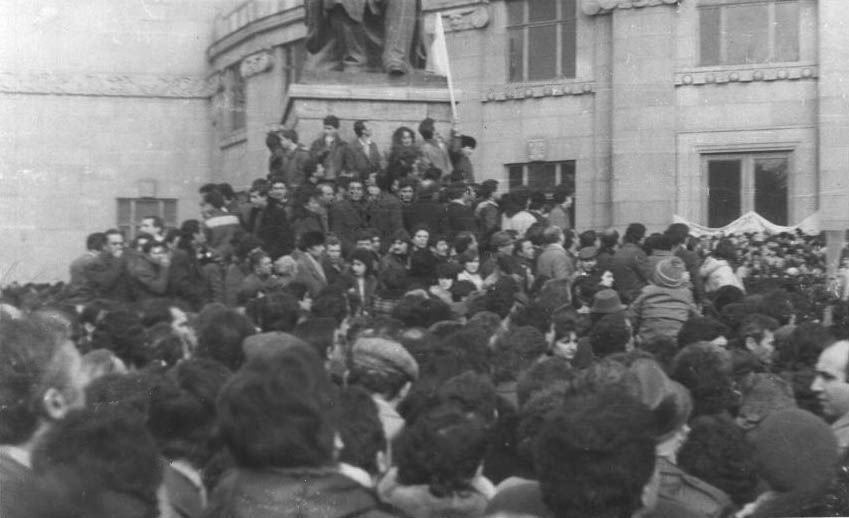
エレヴァンで行われたナゴルノ・カラバフ統合要求デモの様子（1988年夏）

アルメニアでの反体制活動がみられるようになったのもこの時期であり、流刑された映画監督、セルゲイ・パラジャーノフの作品や、あるいは独立運動過激派による1977年のモスクワ地下鉄爆破テロなどにそれは現われた。そして1980年代からのペレストロイカ時代、長らく棚上げにされていたナゴルノ・カラバフ自治州の帰属問題が再燃し、アルメニア人はアゼルバイジャン領とされていた自治州の、自国への統合を求めて活動を開始した。しかし、この反応としてアゼルバイジャンではアルメニア人が虐殺され（スムガイト事件）、ソ連政府もアルメニア人の要求を拒否し、加えて同時期に発生したアルメニア地震に対しても、政府は有効な対応を取らなかった。
政府の権威が下落する中、1990年5月に実施されたアルメニア最高会議選挙においては、全国民運動が多数派となった。8月には全国民運動からレヴォン・テル＝ペトロシャンが、共産党のウラジーミル・モフセシャンを破って最高会議議長に選出された。そして、1991年8月の保守派クーデターが失敗した直後の9月21日、アルメニアはソ連からの独立を宣言した。

#### ソ連国外のアルメニア人
1920年代には早くもソビエト・アルメニアの政権からダシュナク党は排除されていたが、これにともない、ソ連国外のアルメニア人コミュニティも政治的な対立が生じた。各コミュニティには反ソ派のダシュナク党と親ソ派のアルメニア民主自由党がそれぞれ民族学校を設置し、互いに反目し合った。特にアメリカでは、ソビエト・アルメニアのエチミアジンから派遣されたアルメニア使徒教会北米管区大主教のレオン・ツーリアンが、1933年にダシュナク党と噂される者によって暗殺される事件が発生した。この事件によってダシュナク党支持者は従来の管区から事実上追放され、アメリカ各地のアルメニア教会でも管区・機関・聖職者・信徒までも政治的に分裂した。

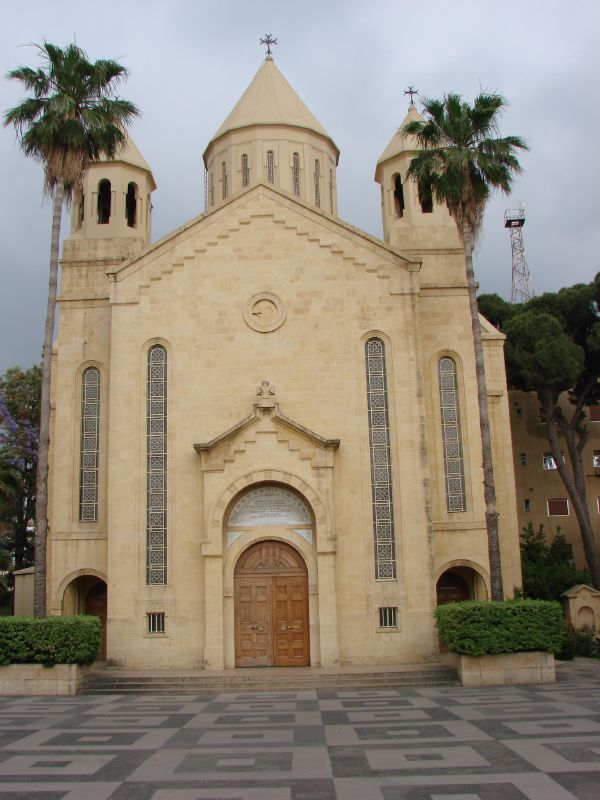
アンテリアスの聖グリゴル啓蒙者大聖堂（キリキア聖座本山）

同様の宗教対立はキリキア聖座（虐殺を逃れてレバノンのアンテリアスへ移転していた）でも発生した。大主教カレキン1世の死後、4年に渡り空位となっていた主教座の選挙が1956年に行われた際、エチミアジンの提示する候補者と、現地教会およびダシュナク党の提示する候補者の間では、激しい選挙戦が繰り広げられた。このとき、エチミアジンのカトリコスであったヴァズゲン1世は、公然とレバノンのソ連大使と協力し、共産党とレバノン政府までを選挙戦に介入させた。結果として現地の反ソ派と親ソ派の間では流血の衝突が巻き起こり、選挙にはダシュナク党側候補のザレ1世が勝利した。そして、イランとギリシャの教区がエチミアジンから決別し、アメリカにもキリキア聖座の管轄する教区が新設されることとなった。
第二次大戦時にはナチス・ドイツが、占領地域からの徴用者からアルメニア人軍団を編制し、赤軍のアルメニア人同胞が配属されていた北カフカース戦線やクリミア戦線へ投入していた。そして、反共を掲げソビエト・アルメニアの奪回を図るダシュナク党は、大戦中にはナチス・ドイツへと接近した。その中にはナチス占領下ウクライナのアルメニア人コミュニティで活動したガレギン・ヌジュデのように、積極的に対独協力に関わった者もいた。
時代が下り、ベトナム戦争などで新たな民族問題が注目されるようになると、アルメニア人の若い世代にも民族意識を先鋭化させる者が現われた。1965年4月24日（赤い日曜日の50年後）にベイルート、ロンドン、パリの3都市で「トルコに対する武力報復宣言」が出されて以来、トルコに対する膨大な数のテロ事件が、アルメニア人テロ組織によって引き起こされた。テロ組織には主なものだけで、アルメニア解放秘密軍、新アルメニア抵抗組織、アルメニア人大量殺戮報復部隊などがあり、1973年からの10年間だけでトルコの外交官が34人殺害された。しかし、テロへの国際的な批判の高まりを受け、1983年パリでのオルリー空港テロを最後に、アルメニア人によるテロ事件は沈静化している。

## 現代

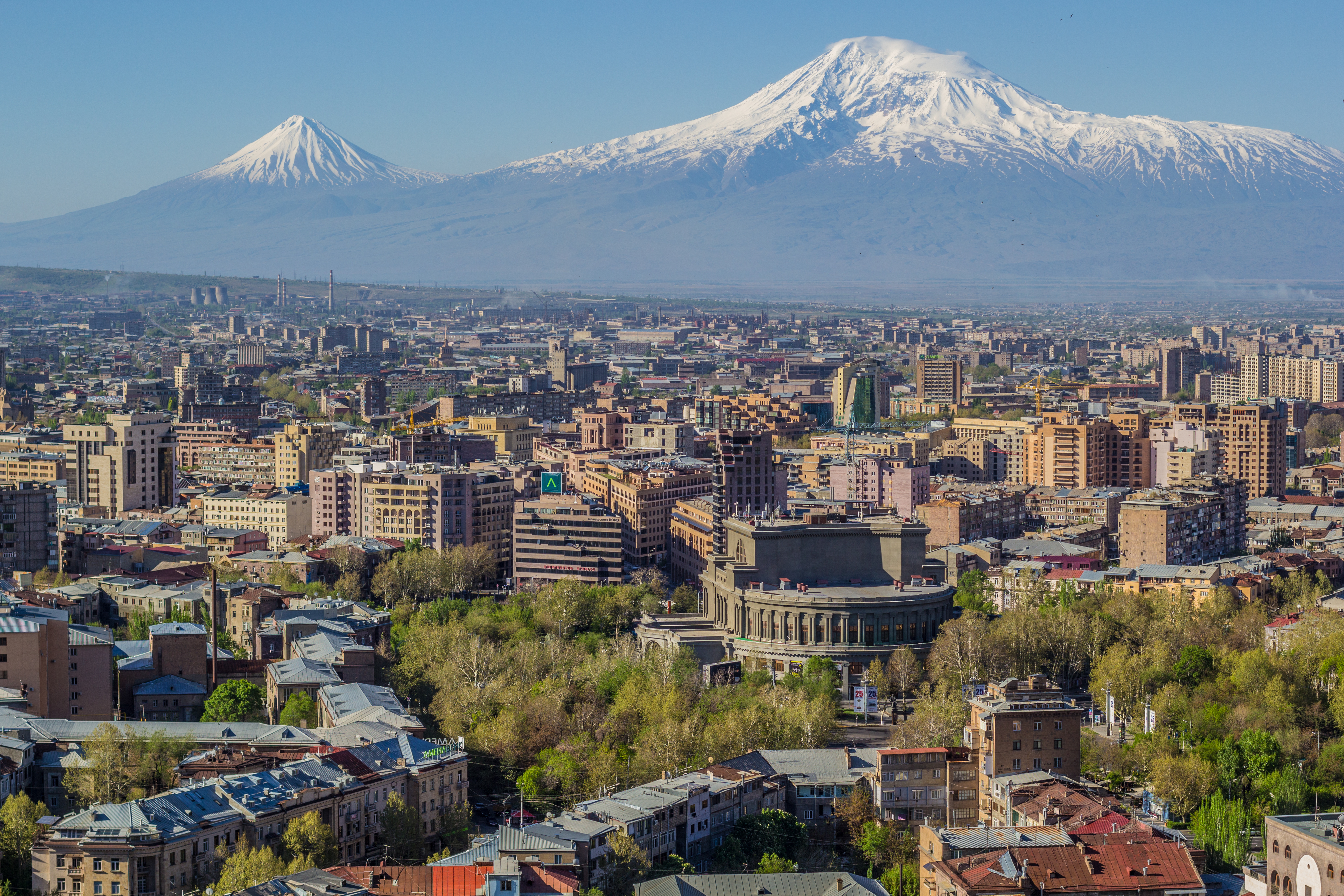
今日のエレバンの街並み（2014年）

ソビエト連邦の崩壊により、アルメニアは独立を果たしたが、一方でアゼルバイジャンとの間に続いていた領土争いは、ついにナゴルノ・カラバフ戦争として全面戦争へと発展した。2年以上にわたる戦いの末、アルメニア人勢力がナゴルノ・カラバフとその周辺地域を占領することで、1994年5月に停戦した。しかし、これはアルメニア人側に約6,000人、アゼルバイジャン人側に約3万人の死者を出し、時には民族浄化をも伴った凄惨な戦いであった。
初代大統領に就任したテル＝ペトロシャンは、原料輸入先や市場の喪失といった経済問題、そしてナゴルノ・カラバフ戦争でのさらなる積極政策を求めるダシュナク党との対立などの問題に直面した。1994年12月にはダシュナク党の非合法化を実施し、この方法が非民主的との批判を浴びた。同時期にはアゼルバイジャン、グルジア、トルコ3国によるバクー・トビリシ・ジェイハンパイプラインの敷設ルートからアルメニアが排除され、困窮するアルメニアは対露追従姿勢を強めていった。さらに、ナゴルノ・カラバフをめぐってトルコとアゼルバイジャンから経済制裁までも受け、1998年初頭にテル＝ペトロシャンは、ナゴルノ・カラバフのアゼルバイジャン領有もやむなしとの見解を示した。この発言に反発したヴァズゲン・サルキシャン国防相ら複数の閣僚が辞任し、政権維持が不可能となったテル＝ペトロシャンも2月32日に大統領を辞任した。
次代大統領となったロベルト・コチャリャンは、再度ダシュナク党を合法化するとともに、市場経済の促進に主眼を定めた。しかし、コチャリャンの掲げたナゴルノ・カラバフの和平全面見直しは、各国に強く難色を示された。コチャリャンの人気は早くも下降し始めたが、1999年10月に発生した議会銃撃事件によって、政情への危惧からコチャリャンの権威は持ち直した。この事件の犯人は元ダシュナク党員であり、さらに事件ではヴァズゲン・サルキシャンやカレン・デミルチャンなど、コチャリャンの対抗馬とされた政治家が犠牲となったため、国内では事件がコチャリャン派による陰謀であるとの憶測も流れた。
2008年2月の大統領選挙では、コチャリャンから後継者指名を受けていたセルジ・サルキシャンが、次代大統領に当選した。しかし翌月には、不正選挙を訴える対立候補支持者の抗議運動から、デモ隊と警官隊との衝突の末に多数の死傷者が発生している。また、同年夏に南オセチア紛争が発生した際には、グルジア頼りの輸入路が断たれたアルメニアでは、石油不足など日常生活での支障も表れた。翌2009年にサルキシャンはトルコとの国交樹立方針を打ち出したが、これに反対するダシュナク党は政権から離脱した。経済的に重要な隣国であるグルジア、アゼルバイジャン、トルコ、そして防衛上重要なロシアとの利害関係の狭間で、アルメニアの国情はいまだ安定した状況には至っていない。
2023年9月29日アゼルバイジャンがナゴルノ・カラバフで軍事作戦を実施し、少なくとも死者200人、負傷者400人に登った。29日午後6時の時点でアルメニア系住民の8割に当たる9万8000人近くがナゴルノ=カラバフを離れアルメニアに向かった。ナゴルノ=カラバフの首長は国家機関の解体を命じナゴルノ=カラバフでの長年の紛争に終止符が打たれた。

### 書籍
- ジャン＝ピエール・アレム 著、藤野幸雄 訳『アルメニア』白水社〈文庫クセジュ 679〉、1986年（原著1959年）。ISBN 978-4560056790。
- 北川誠一「アルメニア王国 - ローマとペルシャのはざま」『「オリエント」とは何か - 東西の区分を超える』藤原書店〈別冊『環』 (8)〉、2004年、138-145頁。ISBN 978-4894343955。
- 佐藤信夫『新アルメニア史 - 人類の再生と滅亡の地』泰流社〈泰流選書〉、1988年（原著1986年）。ISBN 978-4884706678。
- ボリス・ピオトロフスキー（ロシア語版） 著、加藤九祚 訳『埋もれた古代王国の謎』岩波書店、1981年（原著1951年、1970年）。ISBN 978-4000001601。
- 藤野幸雄『悲劇のアルメニア』新潮社〈新潮選書〉、1991年。ISBN 978-4106004056。
- ジョージ・ブルヌティアン（英語版） 著、小牧昌平監訳、渡辺大作 訳『アルメニア人の歴史 - 古代から現代まで』藤原書店、2016年（原著2012年）。ISBN 978-4865780574。
- 吉村貴之『アルメニア近現代史 - 民族自決の果てに』ユーラシア研究所・ブックレット編集委員会企画・編、東洋書店〈ユーラシア・ブックレット No.142〉、2009年。ISBN 978-4885958779。
- 吉村貴之「アルメニア共和国」『中東・イスラーム諸国 民主化ハンドブック』松本弘編著、明石書店、2011年、484-500頁。ISBN 978-4750334257。

### 論文
- 北川誠一「〔外国史入門講座〕アルメニア古代史展望」『弘前大学國史研究』第86号、弘前大学國史研究会、1989年3月、40-56頁、ISSN 0287-4318、NAID 120001897477。